# Uster
Uster (im zürichdeutschen Ortsdialekt Uschter [uʃːtər]) ist eine politische Gemeinde und Hauptort des gleichnamigen Bezirks im Schweizer Kanton Zürich. Die Bedeutung der Stadt Uster ist mit dem Bau des S-Bahn-Netzes des Zürcher Verkehrsverbunds stark gewachsen. Mit über 36 000 Einwohnern ist sie die drittgrösste Stadt im Kanton. Neben Wetzikon bildet sie eines der beiden Zentren des Zürcher Oberlands.

## Geographie

Luftbild (1971)

Uster liegt im Zürcher Oberland und ist mit 28,56 km² die grösste Gemeinde im Bezirk Uster sowie achtgrösste des Kantons Zürich. Die Gemeinde liegt östlich des Greifensees, 13 Kilometer entfernt von Zürich.
Der grösste Anteil von Uster wird von Kulturland eingenommen, das 44,5 % des Gemeindegebietes umfasst. Dazu kommen 27 % Wald, 18,4 % Siedlung, 7,8 % Verkehrsfläche und 0,4 % Gewässer.
Im Norden liegen die Gemeinden Volketswil und Fehraltorf, im Osten Pfäffikon und Seegräben, im Süden Gossau und Mönchaltorf und im Nordwesten die Gemeinde Greifensee.

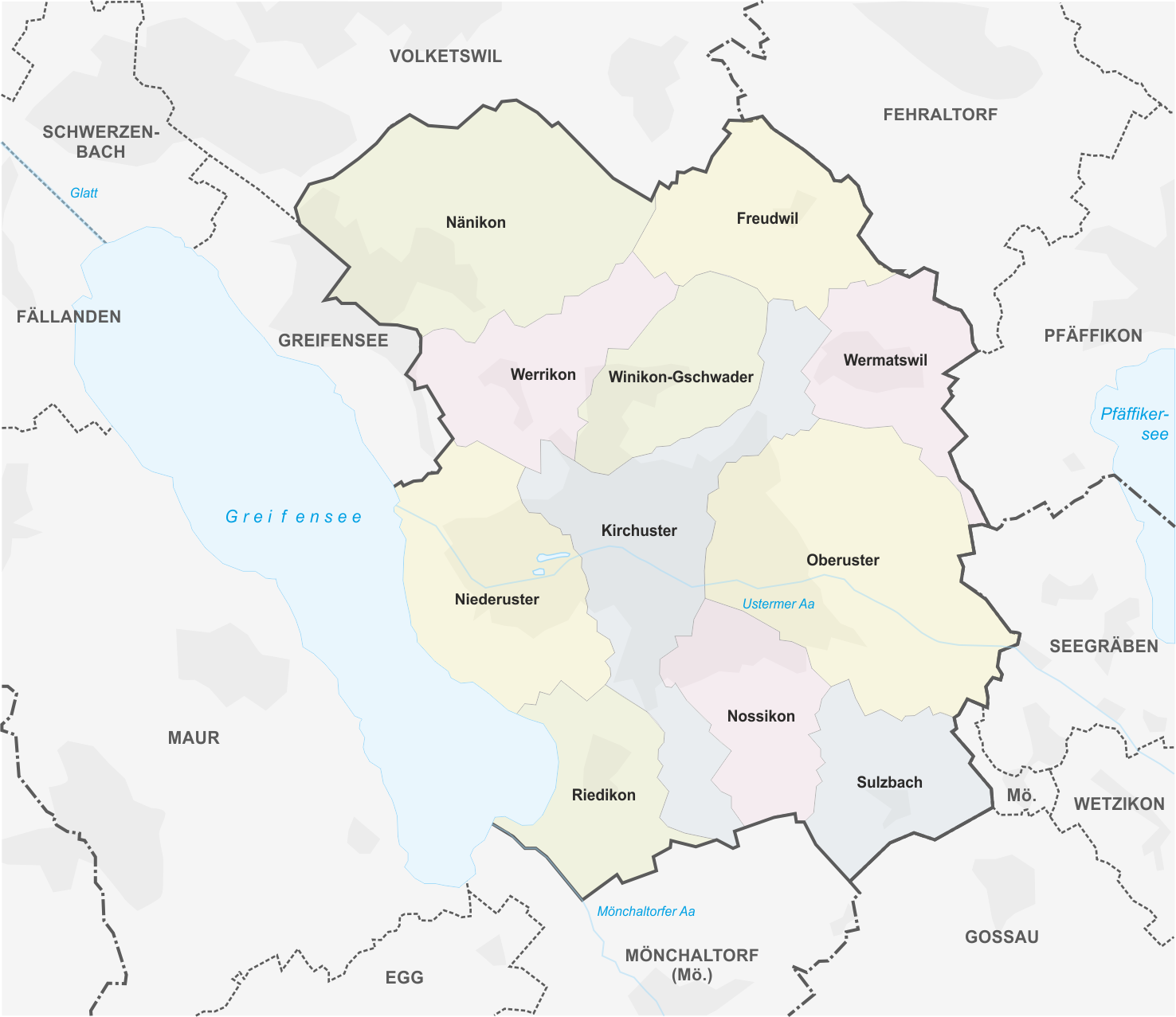
Quartiere (ehemalige Zivilgemeinden) der Stadt Uster

### Ortsteile
Uster unterteilt sich nach der Vereinigung vom 9. Juli 1927 in elf Ortsteile, die früher eigenständige Zivilgemeinden waren. Sechs sogenannte Aussenwachten liegen noch heute als Dörfer in freier Landschaft rund um das Kerngebiet der Stadt Uster, die anderen sind inzwischen baulich zusammengewachsen.
Die aufgeführten Einwohnerzahlen basieren auf der aktuellen Bevölkerungsstatistik.

#### Kirchuster
Der Ortsteil Kirchuster wurde erstmals 1416 erwähnt. Er hat rund 10 800 Einwohner und ist somit der grösste Ortsteil der Stadt.

#### Niederuster
Der Name des Ortes wurde mehrmals erwähnt, zunächst 1227 als de Inferiori Ustero (lat.), 1300 als ze Nidern Ustre (dt.) und 1416 als ze Nidern Ustra. Westlich aber nahe dem Greifensee und südlich des Bahnhofs gelegen, leben in etwa 7400 Einwohner.

#### Oberuster-Nossikon
Das Quartier unterteilt sich in Oberuster und Nossikon. Oberuster wurde zum ersten Mal 1325 erwähnt. Es liegt östlich und leicht erhöht zum Bahnhof. Nossikon, als Nossinchoven erstmals 903 erwähnt, liegt südöstlich vom Bahnhof. Zusammengenommen wohnen dort etwa 5100 Einwohner.

#### Rehbüel-Hegetsberg
Der Ortsteil liegt im nordöstlichen Teil von Uster und hat in etwa 3300 Einwohner. Der Name setzt sich aus den zwei Namen der Anhöhen Rehbüel und Hegetsberg zusammen. Die dichte Besiedlung des Gebietes entstand nach dem Bau der Glatthalbahn und deren Eröffnung am 1. August 1856, als in der Nähe des Bahnhofs die ersten Häuser gebaut wurden. Die öffentliche Hand entschied sich für den Bau von Gesundheitseinrichtungen in diesem neuen Stadtteil, in dem sich heute die Gesundheitsmeile mit dem Spital Uster, dem Alters- und Pflegezentrum Im Grund und der Stiftung Wagerenhof für Menschen mit einer geistigen und mehrfachen Beeinträchtigung befindet.

#### Riedikon
In der südlich vom Stadtzentrum gelegenen Ortschaft leben zirka 760 Einwohner in der bewahrten dörflich-ländlichen Struktur nahe dem Ufer am Greifensee. Erstmals im Jahr 741 urkundlich erwähnt, ist Riedikon die älteste Siedlung im Gebiet der heutigen Stadt Uster.

#### Werrikon
Zwischen dem Kerngebiet der Stadt Uster und dem Dorf Nänikon liegt der Weiler Werrikon. Er ist durch das Naturschutzgebiet Werrikerried–Glattenried von den Quartieren des Zentrums getrennt. In der Aussenwacht leben etwa 385 Einwohner.

#### Winikon-Gschwader
Dieses Quartier liegt nördlich des Zentrums und hat in etwa 4100 Einwohner. Der Ort wurde erstmals um 1325 als Winckhen erwähnt, 1361 als Winninkon.

#### Freudwil
Nördlich der Oberlandautobahn und nordwestlich von Wermatswil liegt die Aussenwacht Freudwil. Fast vollständig von Wäldern umgeben, leben dort etwa 150 Einwohner. Das Uhrtürmchen auf dem alten Schulhaus gilt als Wahrzeichen des kleinen Dorfes.

#### Wermatswil
Zwischen dem Kerngebiet der Stadt Uster und Gemeinde Pfäffikon ZH liegt Wermatswil (mundartlich Wemetschwiil.). Auf der Anhöhe leben etwa 1250 Einwohner. Berühmtester Sohn des Dorfes ist Jakob Gujer.

#### Nänikon
Das Dorf Nänikon liegt drei Kilometer westlich von Uster und hat gegen 2800 Einwohner. Die zwei Wahrzeichen der Aussenwacht sind das Türmli-Schulhaus und das an den Alten Zürichkrieg erinnernde Denkmal auf der Bluetmatt (vgl. Mord von Greifensee). Das Dorf ist eng mit der Gemeinde Greifensee verflochten; beide Gemeinden haben einen gemeinsamen Bahnhof Nänikon-Greifensee und eine gemeinsame Postleitzahl.

#### Sulzbach
Das Dorf mit bäuerlichem Ursprung liegt zwischen Uster und Gossau. Es hat etwa 400 Einwohner.

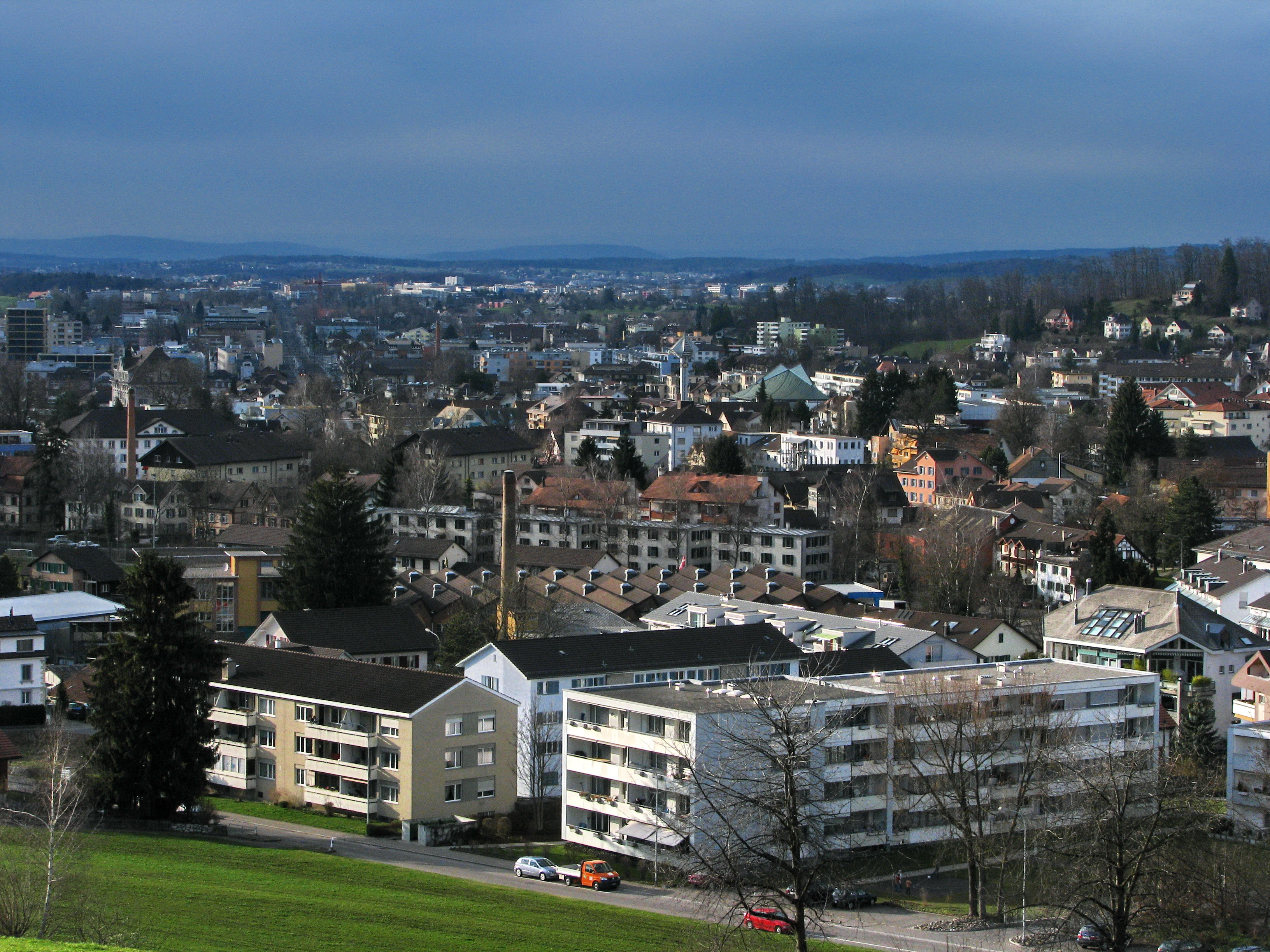
Oberuster und Zentrum von Nossikon aus
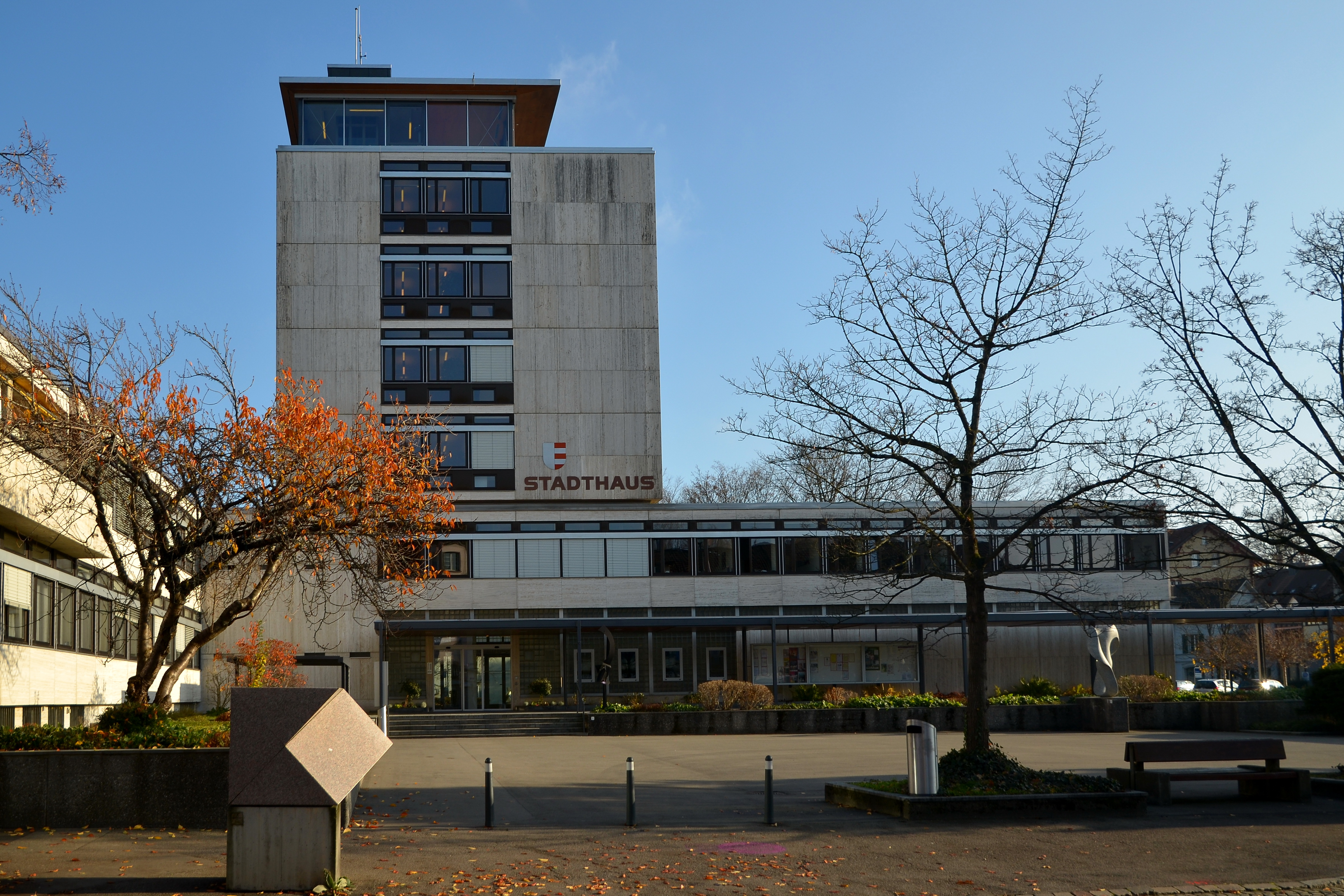
Stadthaus Uster
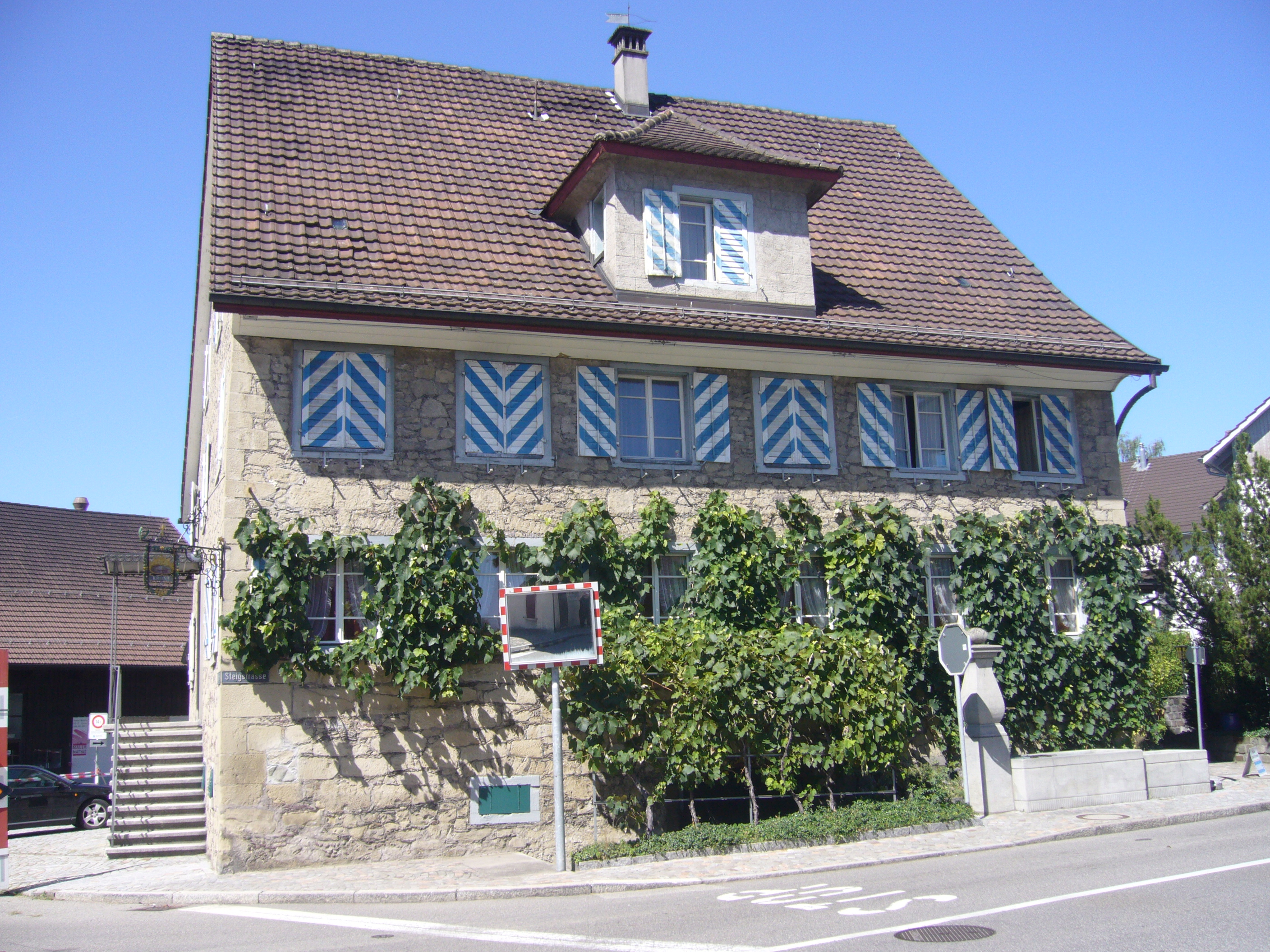
Krone Nossikon im gleichnamigen Ortsteil
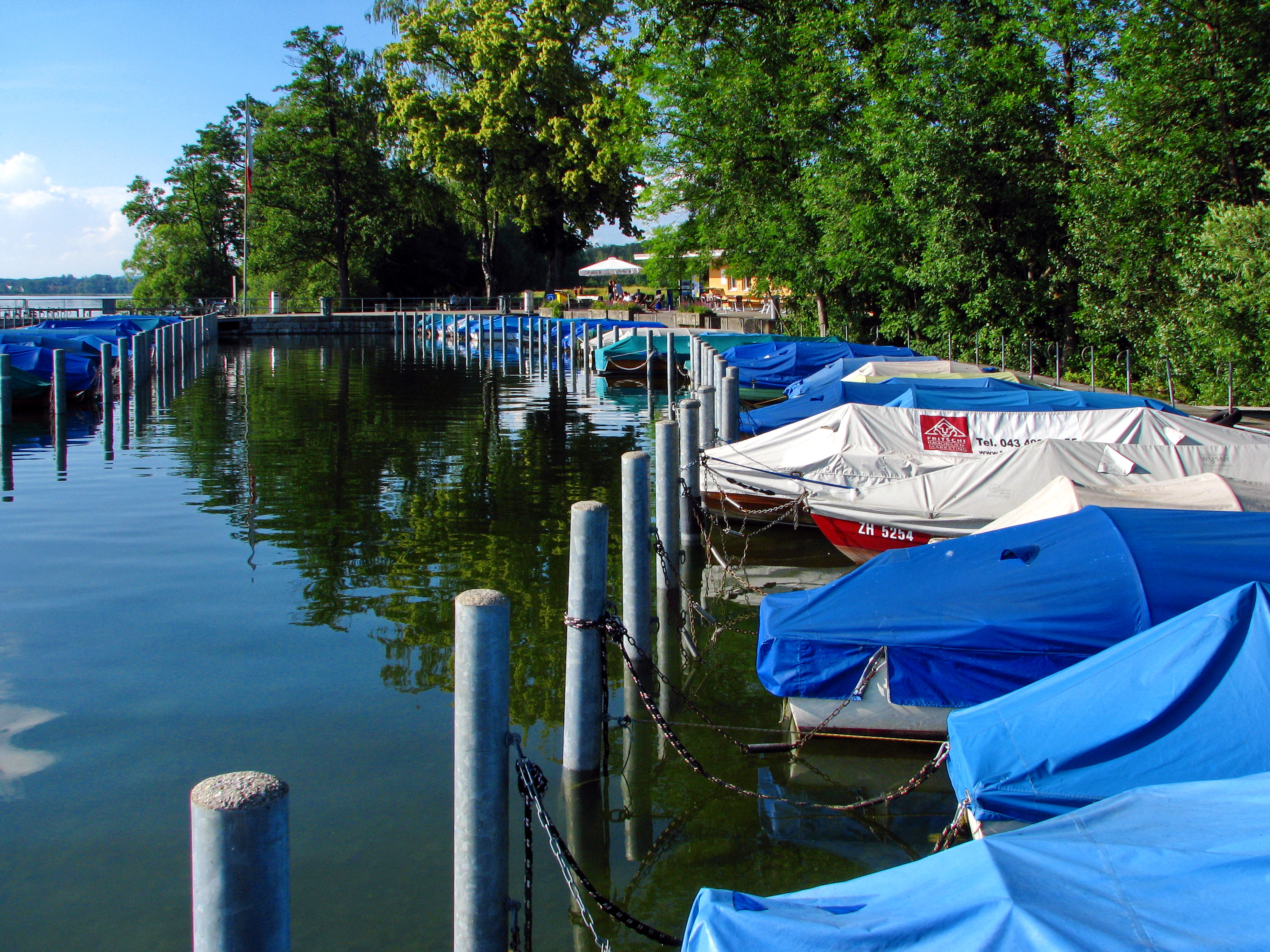
Schiffssteg in Niederuster am Greifensee
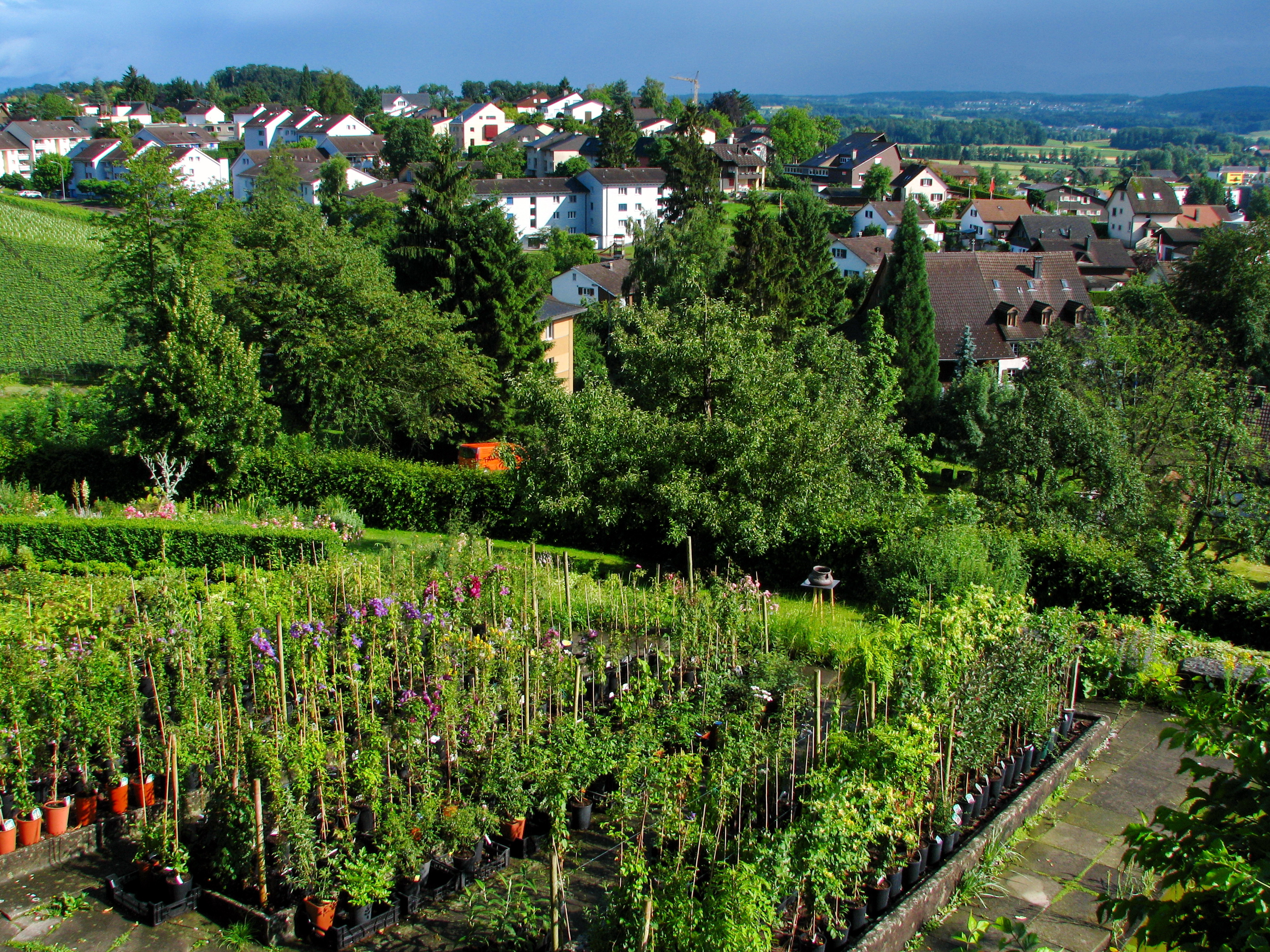
Nossikon und Riedikon vom Schloss Uster aus

## Geschichte

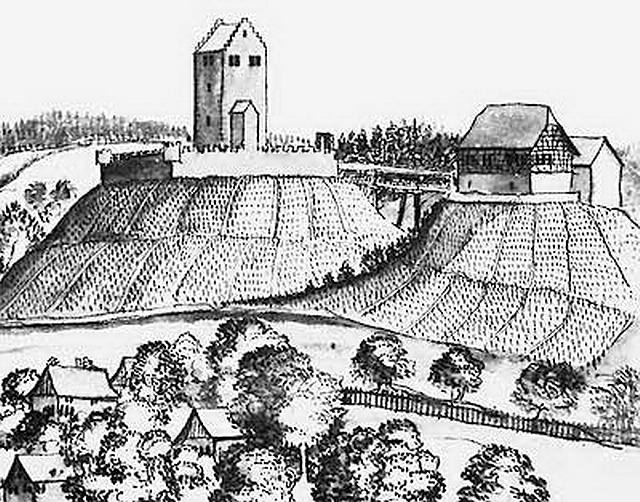
Schloss Uster, Kirchuster und das Weingut im frühen 18. Jahrhundert

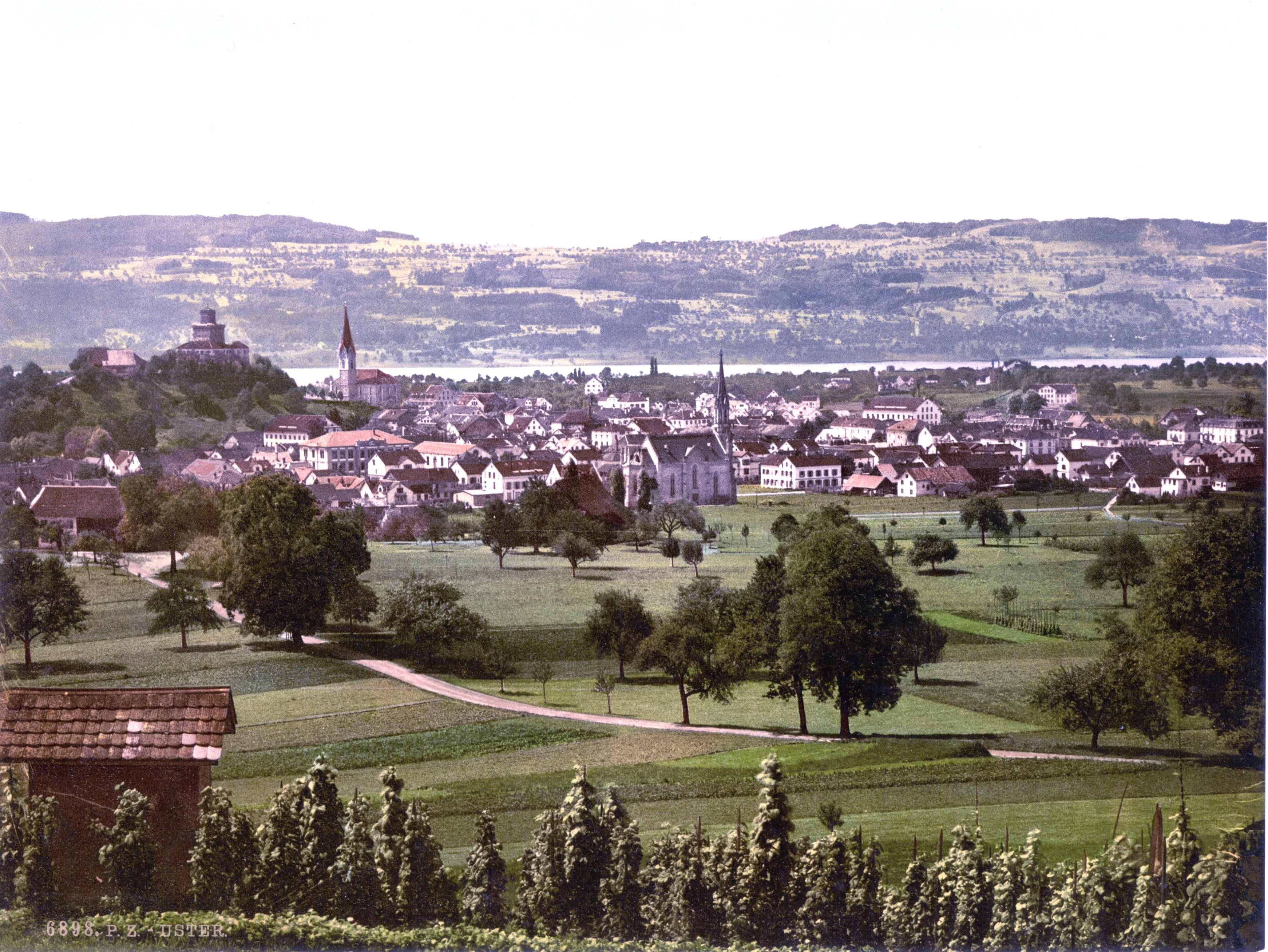
Uster um 1900

Schloss Uster mit Gemüsegarten, 1919

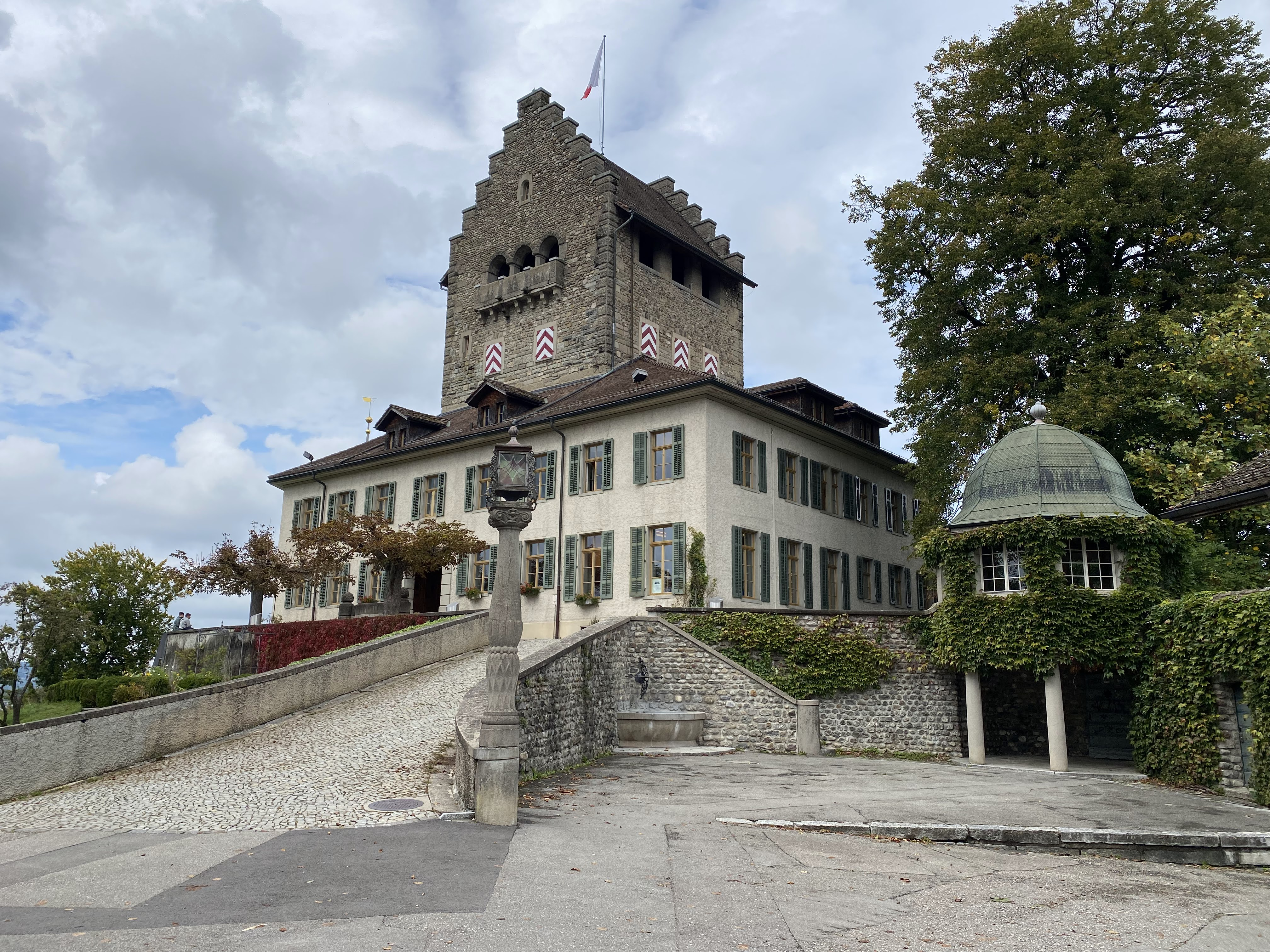
Schloss Uster von Süden

### Vor- und Frühgeschichte
Auf Ustemer Gemeindegebiet, bei Riedikon, fanden sich zahlreiche Spuren von Ufersiedlungen der neolithischen Pfyner Kultur. Von bronzezeitlicher Besiedelung zeugen einige Grabhügel.
Römische Gutshöfe standen in Nänikon, Riedikon und im Oberusterwald. Der alemannische Siedlungskern entstand im Frühmittelalter an den Ufern des Aabachs im heutigen Oberuster (im Bereich der «Insel»). Es kreuzten sich dereinst dort die Römerwege vom Glatttal zum Oberland (dem Aabach entlang) und von Winterthur zum Zürichsee.

### Mittelalter
Das Kloster St. Gallen verfügte um 741 über Besitz in Riedikon. Die Siedlung Uster wird im Jahr 775 erstmals in St. Galler Urkunden erwähnt, als Ustra villa. Spätere Schreibweisen sind in Ustramarcha (902), Ustera (952), Ustire (1217/8), Uster (1219), Ustere (1244), Ostrum (1263), Ustir (1268), Ostra (1363), Ustrach (1426).
Die Herkunft des Ortsnamens ist unklar. Im 19. Jahrhundert wurde eine vordeutsche Herkunft vermutet und die erst spät bezeugte Schreibweise in -ach als volksetymologisch gedeutet. Einen Vorschlag, der den Ortsnamen doch als althochdeutschen Gewässernamen deutet, ausgehend von einem *uster-aha «gefrässiger Bach» oder *ustrâ «die Gefrässige» (die heutige Ustermer Aa), legte Bruno Boesch 1978 vor.
Auf der Insel, die auf der einen Seite noch heute vom Aabach und auf der anderen Seite von einem künstlichen Kanal (heute die Strasse) eingefasst ist, stand die erste Mühle. Sie wurde später etwas nach Süden und auf die andere Kanalseite verlegt, wo sie heute noch – eher unscheinbar – steht (das Mühlerad existiert nicht mehr). Die Mühle in Niederuster bestand seit dem 14. Jahrhundert (1350 molendinum dictum die Ziegelmüli). Eine von den Rapperswilern gestiftete Pfarrkirche St. Andreas ist erstmals 1099 erwähnt (abgebrochen 1823). Laut Bucelin (Historia Agilolfingica et Guelfica, 1662) behaupteten die dem Geschlecht der Rapperswiler angehörenden Herren von Uster eine Abstammung von den schwäbischen Welfen. Die Kirchgemeinde kam nach 1369 zu den Landenbergern und 1438 an das Kloster Rüti.
Um das Jahr 1100 errichteten die Herren von Winterthur mitten im Gebiet des Grafen von Rapperswil das Schloss Uster, das sich heute als Wahrzeichen über der Stadt erhebt. Um 1267 war die Burg im Besitz der Freiherren von Bonstetten. Im Hochmittelalter gehörte Uster zur Herrschaft Greifensee; Wermatswil und Teile von Freudwil gehörten zu Kyburg, Sulzbach und Riedikon zu Grüningen und grosse Teile der Ländereien um Oberuster dem Kloster Rüti. Der Ortskern selber aber gehörte zum grössten Teil freien Bauern, was zu jener Zeit unüblich war. 1473 wurde in der Kirchgemeinde ein Jahrzeitbuch angelegt, das zu den besterhaltenen des Kantons gehört. Dadurch, dass das Land und Schloss unterschiedlichen Herren gehörten, bildete sich in Uster kein eigentlicher Altstadtkern. Im Gebiet der heutigen Zentralstrasse, unterhalb des Burghügels, liessen sich im ausgehenden Mittelalter Handwerker nieder.
Die Grenze der Blutgerichtsbarkeit verlief entlang des Aabaches mitten durch Uster. Linksufrig (Riedikon, Sulzbach) lag sie bei den Herren von Grüningen, rechtsufrig (Wermatswil) bei der Grafschaft Kyburg. In Nossikon ist für das 13. und 14. Jahrhundert ein separates Gericht von Freien belegt, das durch die Öffnung von 1431 bestätigt wurde, seine Sonderstellung aber spätestens im 16. Jahrhundert verlor.
Das Anniversar von Uster entstand zwischen 1469 und 1473.

### Frühe Neuzeit
Bis 1544 gehörte auch Greifensee zur Kirchgemeinde Uster, bis 1638 ausserdem Volketswil, Hegnau, Zimikon, Kindhausen und Isikon, bis 1767 Gutenswil und bis 1770 Heusberg. Die Siedlung Uster selbst wurde zur Unterscheidung von Ober-Uster und Unter-Uster auch Kirch-Uster genannt. Da die Pfarrkirche dem Heiligen Andreas geweiht war, fand jährlich am Andreastag (30. November) ein grosser Jahrmarkt statt.
Die 1492 niedergebrannte Burg Uster wurde nach 1526 wieder aufgebaut. 1535 verliessen die Herren von Bonstetten den Ort. Der Herrschaftsinhaber Hans Vogler verkaufte 1544 die niedere Gerichtsbarkeit an die Stadt Zürich. Ab 1560 gehörte die Burg den Freiherren von Hohensax, deren Linie mit dem Tod von Christoph Friedrich von Hohensax 1633 ausstarb. Die Rechte des Klosters Rüti fielen nach seiner Aufhebung 1525 an die Stadt Zürich. 1668 fielen ein Drittel der Einwohner der Kirchgemeinde einer Seuche zum Opfer.
Im 18. Jahrhundert entstand im oberen Glattal eine ausgedehnte Heimindustrie. Daneben bestand in Uster eine namhafte Produktion von Kirschwasser.
Um 1800 war gegen die Hälfte der Bevölkerung im Baumwollgewerbe tätig.

### Moderne
Uster wurde 1798, unter der Helvetischen Republik, Distriktshauptort. Diesen Status, nun Bezirkshauptort genannt, behielt es auch unter der Mediationsverfassung des Kantons Zürich 1803 sowie unter der liberalen Kantonsverfassung 1831 und gilt seither unverändert.
Im frühen 19. Jahrhundert erlangte das Dorf durch die zunehmende Industrialisierung mehr und mehr Bedeutung und zählte mit dem Zürcher Oberland zu den am dichtesten industrialisierten Gegenden Europas. Die Geschichte der Baumwollspinnerei und der industriellen Revolution in Uster und im Zürcher Oberland kann heute anhand des Industriepfades an 49 Objekten zwischen Uster und Bauma nacherlebt werden.
Die alte Pfarrkirche wurde 1823 abgebrochen und durch einen monumentalen Neubau im klassizistischen Stil ersetzt (siehe Reformierte Kirche Uster).
Am 22. November 1830 forderten 10 000 Landbewohner mehr demokratische Rechte, einen Rücktritt der alten Gewalten und die Ausarbeitung einer neuen Verfassung. Dies war der erste Schritt zu einem modernen Kanton Zürich. 1831 wurde als Ergebnis dieses sogenannten Ustertages eine neue liberale Kantonsverfassung auf der Basis der Volkssouveränität, der Gewaltentrennung und der Gleichberechtigung der Landbewohner sowie die Presse- und Gewerbefreiheit im Kanton Zürich eingeführt.
1832 geriet Uster in die Schlagzeilen, als am 22. November, enttäuscht über nicht eingehaltene Versprechen der Regierung, Heimweber die Fabrik der Firma Corrodi & Pfister, die mit den ersten mechanischen Webstühlen ausgestattet war, aus Angst um ihre Arbeitsplätze niederbrannten. Gegen fünfzig Beteiligte an dieser Tat wurden daraufhin zu Ketten- und Gefängnisstrafen von bis zu 24 Jahren verurteilt. Dieses Ereignis ging später als Brand von Uster oder Usterbrand in die Geschichtsbücher ein. Die Tat ist das bekannteste Beispiel eines Maschinensturms in der Schweiz.
1856 wurde die Bahnstrecke Wallisellen–Uster der damaligen Glatthalbahn-Gesellschaft eröffnet. Der Bahnhof in der Stadt Uster gehört zu den ältesten Bahnhöfen in der Schweiz.
1909 erhielt Uster eine Strassenbahn (Uster-Oetwil-Bahn). Am 1. Oktober 1949 fuhr die Bahn zum letzten Mal die Strecke Uster–Oetwil; anschliessend wurde sie durch einen Autobusbetrieb ersetzt.

#### Automobilindustrie

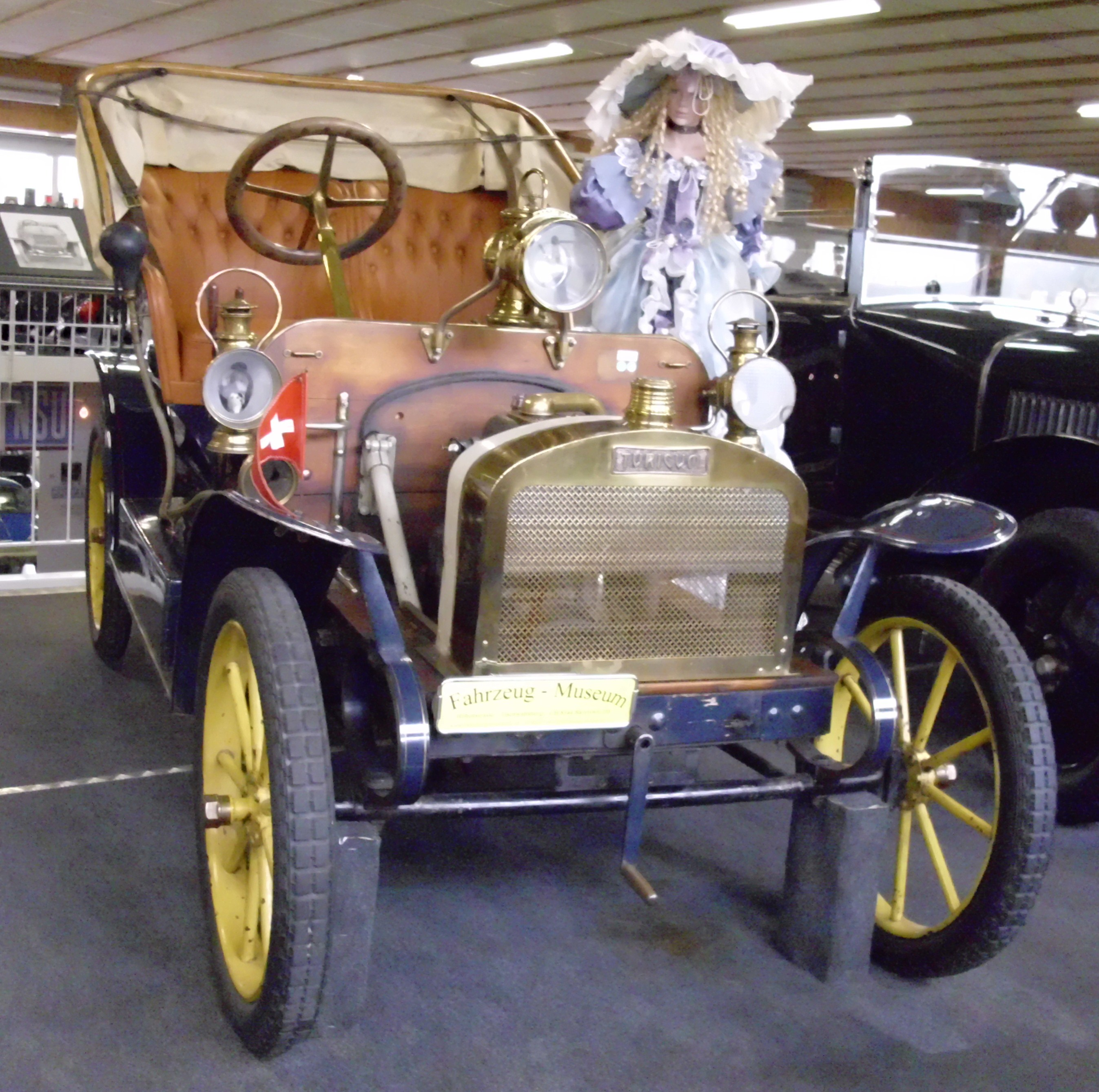
Turicum von 1907

Ende des 19. Jahrhunderts und ganz zu Beginn des 20. Jahrhunderts wurde Uster auch international bekannt durch zwei Schweizer Hersteller von Automobilen. So hat die Firma Weber & Cie. ab 1899 zunächst Dreiräder und ein Jahr später vierrädrige Automobile produziert. 1906 musste sie die Produktion einstellen.
Der Uhrmacher Martin Fischer gründete 1904 mit seinem Partner Paul Vorbrodt Turicum AG in Uster. Das Unternehmen hatte im Jahr 1913 etwa 140 Mitarbeiter, die Fahrzeuge wurden weltweit exportiert. Die Produktion musste 1914 nach etwa 1000 gebauten Fahrzeugen eingestellt werden. Die Bushaltestelle Turicum in Uster erinnert noch heute an das Unternehmen.
Von beiden Unternehmen gibt es Fahrzeuge im Verkehrshaus der Schweiz in Luzern zu besichtigen.

#### Jüngste Vergangenheit
Trauriges Aufsehen erregte ein schwerer Unfall am 9. Mai 1985, als gegen 20:25 Uhr im Hallenbad Uster die Stahlanker der untergehängten Decke aufgrund von Spannungsrisskorrosion versagten. 12 Personen starben, 19 wurden verletzt. Der verantwortliche Ingenieur hatte die aggressive Natur von Chlorverbindungen in feuchtwarmer Luft unterschätzt.

### Archive, Museen, Bibliotheken

#### Stadtarchiv Uster und Paul-Kläui-Bibliothek

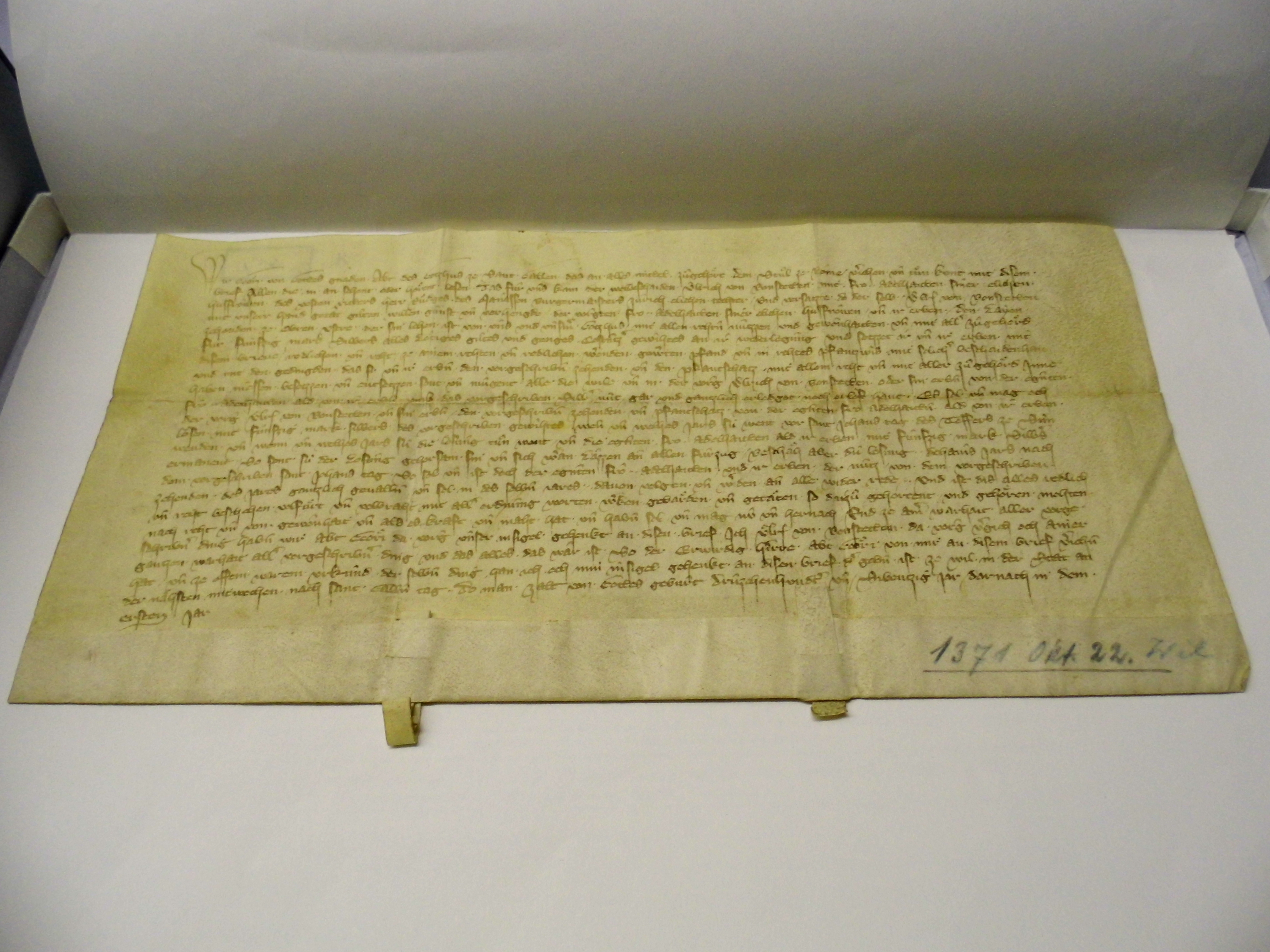
Älteste Urkunde im Stadtarchiv Uster (1371)

Quellen zur Geschichte von Uster werden im Stadtarchiv Uster und in der Paul-Kläui-Bibliothek aufbewahrt. Im Stadtarchiv befindet sich das historische Archiv der Stadt Uster mit einem Aktenvolumen von ca. 2 Laufkilometern. Zu den Archivschätzen gehören auch ungefähr 15 Privatarchive, die Dokumente von Privatpersonen, Vereinen oder Firmen, die für die Stadt Uster von Bedeutung waren und ein vergangenes Alltagsleben abbilden, beinhalten. Die älteste mittelalterliche Urkunde im historischen Archiv ist von 1371. Sie besteht aus Pergament und wurde in deutscher Sprache verfasst. Zum weiteren Bestand gehören Dossiers von Verwaltungsstellen, welche die behördlichen Vorgänge in der Stadt Uster dokumentieren. Die Paul-Kläui-Bibliothek ergänzt als wissenschaftliche Bibliothek mit ihrer regionalen Literatur aus Uster und dem Zürcher Oberland den Bestand des Stadtarchivs. Eine Dokumentationsstelle mit Zeitungsartikeln, Landkarten und Fotos für Uster ist dort integriert.

#### Buchdruckmuseum Graphos
Das Buchdruckmuseum Graphos auf dem Zeughausareal präsentierte die 500-jährige Geschichte des Buchdrucks. Bei Führungen konnten Techniken (Handsatz wie zu Gutenbergs Zeiten, Maschinensatz und Druck) an funktionierenden Originaleinrichtungen kennengelernt werden. Das Graphos musste im Jahr 2020 aus wirtschaftlichen Gründen seinen Betrieb einstellen.

#### Stiftung Historisches Armeematerial Führungsunterstützung
Die Stiftung Historisches Armeematerial Führungsunterstützung (Stiftung HAMFU) betreibt ein Sammlungszentrum mit dem Thema Kommunikationstechnik und Führungsunterstützung. Die Sammlung zeigt die Geschichte des Einsatzes und der Technik der Kommunikationsmittel der Schweizer Armee.

## Politik

### Gemeinderat
Legislative ist der Gemeinderat mit 36 Sitzen. Die Grafik rechts zeigt die Sitzverteilung nach der Wahl vom 27. März 2022.
- Grüne: 4
- SP: 8
- GLP: 5
- BPU: 1
- EVP: 2
- Mitte: 2
- FDP: 5
- SVP: 8
- EDU: 1

|  | Partei                                  | 1982 | 1986 | 1990 | 1994 | 1998 | 2002 | 2006 | 2010 | 2014 | 2018 | 2022 |
|  | --------------------------------------- | ---- | ---- | ---- | ---- | ---- | ---- | ---- | ---- | ---- | ---- | ---- |
|  | Sozialdemokratische Partei SP           | 5    | 6    | 8    | 8    | 10   | 12   | 11   | 8    | 9    | 10   | 8    |
|  | Schweizerische Volkspartei SVP          | 7    | 8    | 7    | 7    | 10   | 11   | 10   | 10   | 10   | 8    | 8    |
|  | Freisinnig-Demokratische Partei FDP     | 8    | 7    | 6    | 6    | 6    | 7    | 5    | 4    | 4    | 5    | 5    |
|  | Grünliberale Partei GLP                 | –    | –    | –    | –    | –    | –    | 2    | 4    | 3    | 3    | 5    |
|  | Grüne Partei GP                         | –    | –    | –    | –    | –    | –    | 2    | 3    | 3    | 4    | 4    |
|  | Evangelische Volkspartei EVP            | 4    | 4    | 4    | 4    | 4    | 4    | 2    | 2    | 2    | 2    | 2    |
|  | Die Mitte                               | –    | –    | –    | –    | –    | –    | –    | –    | –    | –    | 2    |
|  | Bürgernahe Politik Uster BPU            | –    | –    | –    | –    | –    | –    | –    | –    | 2    | 1    | 1    |
|  | Eidgenössisch-Demokratische Union EDU   | –    | –    | –    | –    | –    | –    | 2    | 2    | 1    | 1    | 1    |
|  | Bürgerlich-Demokratische Partei BDP     | –    | –    | –    | –    | –    | –    | –    | –    | 1    | 1    | –    |
|  | Christlichdemokratische Volkspartei CVP | 4    | 3    | 2    | 2    | 1    | 1    | 1    | 1    | 1    | 1    | –    |
|  | Jungfreisinnige JF                      | –    | –    | –    | –    | –    | –    | –    | 1    | –    | –    | –    |
|  | Schweizer Demokraten SD                 | 0    | –    | –    | –    | –    | 1    | 1    | 1    | –    | –    | –    |
|  | Landesring der Unabhängigen LdU         | 4    | 4    | 3    | 3    | 2    | –    | –    | –    | –    | –    | –    |
|  | Freiheits-Partei der Schweiz FPS        | –    | –    | 3    | 3    | 1    | –    | –    | –    | –    | –    | –    |
|  | Jungliberale Uster JULIUS               | –    | 1    | 2    | 3    | 2    | –    | –    | –    | –    | –    | –    |
|  | Aktiv für Uster AfU                     | –    | 1    | 1    | –    | –    | –    | –    | –    | –    | –    | –    |
|  | Demokratisch-Soziale Partei DSP         | 4    | 2    | 0    | –    | –    | –    | –    | –    | –    | –    | –    |
|  | Demokratische Partei DP                 | –    | –    | 0    | –    | –    | –    | –    | –    | –    | –    | –    |

### Stadtrat
Die Exekutive ist der siebenköpfige Stadtrat. Sitz des Stadtrates ist das 1962 nach den Plänen von Bruno Giacometti erbaute Stadthaus. Zwischen 2007 und 2020 tagte der Stadtrat in einem Neubau gleich neben dem Stadthaus.
|  | Partei                                  | 1982 | 1986 | 1990 | 1994 | 1998 | 2002 | 2006 | 2010 | 2014 | 2018 | 2022 |
|  | --------------------------------------- | ---- | ---- | ---- | ---- | ---- | ---- | ---- | ---- | ---- | ---- | ---- |
|  | Sozialdemokratische Partei SP           | 1    | 1    | 1    | 1    | 1    | 2    | 3    | 3    | 3    | 3    | 3    |
|  | Freisinnig-Demokratische Partei FDP     | 2    | 1    | 1    | 2    | 3    | 3    | 2    | 2    | 2    | 2    | 2    |
|  | Grüne Partei GP                         | –    | –    | –    | –    | –    | –    | –    | 0    | 0    | 1    | 1    |
|  | Grünliberale Partei GLP                 | –    | –    | –    | –    | –    | –    | –    | 0    | 0    | 0    | 1    |
|  | Schweizerische Volkspartei SVP          | 2    | 2    | 2    | 2    | 2    | 2    | 2    | 2    | 2    | 1    | 0    |
|  | Jungfreisinnige JF                      | –    | –    | –    | –    | –    | –    | –    | –    | –    | –    | 0    |
|  | Evangelische Volkspartei EVP            | –    | 1    | 1    | 1    | 1    | 0    | –    | –    | –    | 0    | –    |
|  | Eidgenössisch-Demokratische Union EDU   | –    | –    | –    | –    | –    | –    | –    | –    | –    | 0    | –    |
|  | Christlichdemokratische Volkspartei CVP | 1    | 0    | –    | –    | –    | –    | –    | –    | –    | –    | –    |
|  | Demokratisch-Soziale Partei DSP         | 1    | 0    | –    | –    | –    | –    | –    | –    | –    | –    | –    |
|  | Parteilose                              | –    | 2    | 2    | 1    | –    | –    | –    | –    | –    | –    | –    |

| Name              | Amtsantritt | Abteilung   | Partei |
| ----------------- | ----------- | ----------- | ------ |
| Barbara Thalmann  | 2006/2018   | Präsidiales | SP     |
| Petra Bättig      | 2018        | Soziales    | FDP    |
| Patricia Bernet   | 2014        | Bildung     | SP     |
| Beatrice Caviezel | 2022        | Sicherheit  | GLP    |
| Cla Famos         | 2014        | Finanzen    | FDP    |
| Karin Fehr Thoma  | 2018        | Gesundheit  | Grüne  |
| Stefan Feldmann   | 2018        | Bau         | SP     |

#### Gemeinde- bzw. Stadtpräsidium

##### Gemeindepräsidenten (bis 1970)
- 1889–1892 Emil Stadler, FDP
- 1892–1895 Berthold Kirchhofer, FDP
- 1895–1919 Johann Heinrich Bosshard-Morf, FDP
- 1919–1922 Jean Graf-Brunner, Dem.
- 1922–1925 Emil Stadler-Gujer, FDP
- 1925–1938 Theophil Pfister, BGB
- 1938–1948 Emil Stadler-Gujer, FDP
- 1948–1958 Ernst Wettstein, BGB
- 1958–1962 Hans Berchtold, FDP
- 1962–1966 Werner Graf, FDP
- 1966–1974 Albert Hofmann, SVP, ab 1970 Stadtpräsident

##### Stadtpräsidenten (ab 1970)
- 1974–1986 Walter Flach, FDP
- 1986–1998 Hans Thalmann, parteilos
- 1998–2006 Elisabeth Surbeck, FDP
- 2006–2014 Martin Bornhauser, SP
- 2014–2018 Werner Egli, SVP
- seit 2018 Barbara Thalmann, SP

### Kantonsrat
Im Kantonsrat des Kantons Zürich ist die Stadt Uster durch sieben Personen vertreten:
- Patricia Bernet (SP)
- Anita Borer (SVP)
- Karin Fehr (Grüne)
- Stefan Feldmann (SP)
- Claudia Frei-Wyssen (GLP)
- Benno Scherrer (GLP)
- Simon Vlk (FDP)

### Nationale Wahlen
Bei den Nationalratswahlen 2023 betrugen die Wähleranteile in Uster: SVP 25,19 % (+0,61), SP 21,08 % (+3,72), GLP 14,54 % (−0,83), Grüne 11,28 % (−5,21), FDP 10,96 % (−0,80), Mitte 7,75 % (+1,81), EVP 3,38 % (−0,79), EDU 1,95 (+0,19) %.
Im Nationalrat der Schweizerischen Eidgenossenschaft ist die Stadt Uster mit einer Person vertreten:
- Meret Schneider (Grüne)

## Bevölkerung

### Bevölkerungsstruktur
Die Stadt Uster hat per 31. Oktober 2024 ine Gesamteinwohnerzahl von 37'293, davon sind 36'593 niedergelassen (Hauptwohnsitz).
Uster ist nach Zürich und Winterthur die drittgrösste Stadt im Kanton Zürich (nach Einwohnerzahlen betrachtet).
Einwohnerschaft nach Nationalität gemäss Stadt Uster:
| Nationalität   | Ende '07 | 2008    | 2009    | 2010    | 2011    | 2012    | 2013    | 2014    | 2015    | 2016    | 2017    | 2018    | 2019    |                |
| -------------- | -------- | ------- | ------- | ------- | ------- | ------- | ------- | ------- | ------- | ------- | ------- | ------- | ------- | -------------- |
| Schweiz        | 77,67 %  | 77,92 % | 78,53 % | 78,67 % | 78,43 % | 77,97 % | 77,86 % | 77,76 % | 77,38 % | 76,97 % | 76,94 % | 76,90 % | 76,86 % | Schweiz        |
| Deutschland    | 3,90 %   | 4,41 %  | 4,42 %  | 4,53 %  | 4,87 %  | 5,01 %  | 4,95 %  | 4,92 %  | 5,02 %  | 4,98 %  | 4,91 %  | 4,77 %  | 4,67 %  | Deutschland    |
| Italien        | 4,47 %   | 4,31 %  | 4,12 %  | 4,06 %  | 3,94 %  | 3,90 %  | 3,91 %  | 3,88 %  | 3,92 %  | 3,99 %  | 4,00 %  | 3,96 %  | 3,96 %  | Italien        |
| Portugal       | 1,46 %   | 1,52 %  | 1,56 %  | 1,55 %  | 1,60 %  | 1,69 %  | 1,75 %  | 1,75 %  | 1,76 %  | 1,83 %  | 1,82 %  | 1,76 %  | 1,67 %  | Portugal       |
| Kosovo         | -        | -       | -       | 0,76 %  | 0,81 %  | 0,95 %  | 1,23 %  | 1,42 %  | 1,56 %  | 1,60 %  | 1,56 %  | 1,54 %  | 1,57 %  | Kosovo         |
| Spanien        | 0,78 %   | 0,72 %  | 0,67 %  | 0,64 %  | 0,67 %  | 0,70 %  | 0,73 %  | 0,82 %  | 0,85 %  | 0,88 %  | 0,93 %  | 1,03 %  | 1,08 %  | Spanien        |
| Nordmazedonien | 0,95 %   | 0,88 %  | 0,94 %  | 0,95 %  | 0,91 %  | 0,92 %  | 0,88 %  | 0,91 %  | 0,91 %  | 0,89 %  | 0,88 %  | 0,89 %  | 0,85 %  | Nordmazedonien |
| Österreich     | 0,71 %   | 0,76 %  | 0,73 %  | 0,76 %  | 0,68 %  | 0,73 %  | 0,71 %  | 0,71 %  | 0,73 %  | 0,73 %  | 0,72 %  | 0,74 %  | 0,75 %  | Österreich     |
| Türkei         | 1,13 %   | 1,06 %  | 0,99 %  | 0,94 %  | 0,94 %  | 0,97 %  | 0,96 %  | 0,91 %  | 0,87 %  | 0,85 %  | 0,81 %  | 0,77 %  | 0,74 %  | Türkei         |
| Serbien        | 3,29 %   | 2,81 %  | 2,04 %  | 1,42 %  | 1,19 %  | 0,98 %  | 0,57 %  | 0,64 %  | 0,70 %  | 0,74 %  | 0,76 %  | 0,74 %  | 0,70 %  | Serbien        |

### Einwohnerentwicklung seit 1634
| Datum | Einwohner |
| ----- | --------- |
| 1634  | 972       |
| 1694  | 1'699     |
| 1722  | 2'191     |
| 1799  | 3'128     |
| 1850  | 5'081     |
| 1860  | 5'610     |
| 1870  | 5'808     |
| 1880  | 6'391     |
| 1888  | 6'798     |
| 1900  | 7'623     |
| 1910  | 8'599     |
| 1920  | 8'999     |
| 1930  | 9'660     |
| 1941  | 10'547    |
| 1950  | 12'350    |
| 1960  | 17'252    |
| 1970  | 21'819    |
| 1980  | 23'297    |
| 1990  | 24'773    |
| 2000  | 27'762    |
| 2010  | 32'285    |
| 2015  | 33'853    |
| 2020  | 35'295    |

Die Zahlen von 1970–2021 stammen vom Statistischen Amt des Kantons Zürich, Kantonale Bevölkerungserhebung, Gemeindeporträt.

### Kirchen/Religionen
| Kirchenmitgliedschaft                | 2010    | 2011    | 2012    | 2013    | 2014    | 2015    | 2016    | 2017    | 2018    | 2019    |
| ------------------------------------ | ------- | ------- | ------- | ------- | ------- | ------- | ------- | ------- | ------- | ------- |
| Evangelisch-reformierte Landeskirche | 36,76 % | 36,05 % | 35,22 % | 34,43 % | 33,87 % | 33,00 % | 32,30 % | 31,69 % | 31,00 % | 30,17 % |
| Römisch-katholische Kirche           | 29,18 % | 28,89 % | 28,75 % | 28,40 % | 28,12 % | 27,85 % | 27,53 % | 27,26 % | 26,71 % | 25,99 % |
| Christkatholische Kirche             | 0,14 %  | 0,15 %  | 0,12 %  | 0,11 %  | 0,11 %  | 0,12 %  | 0,10 %  | 0,11 %  | 0,13 %  | 0,17 %  |

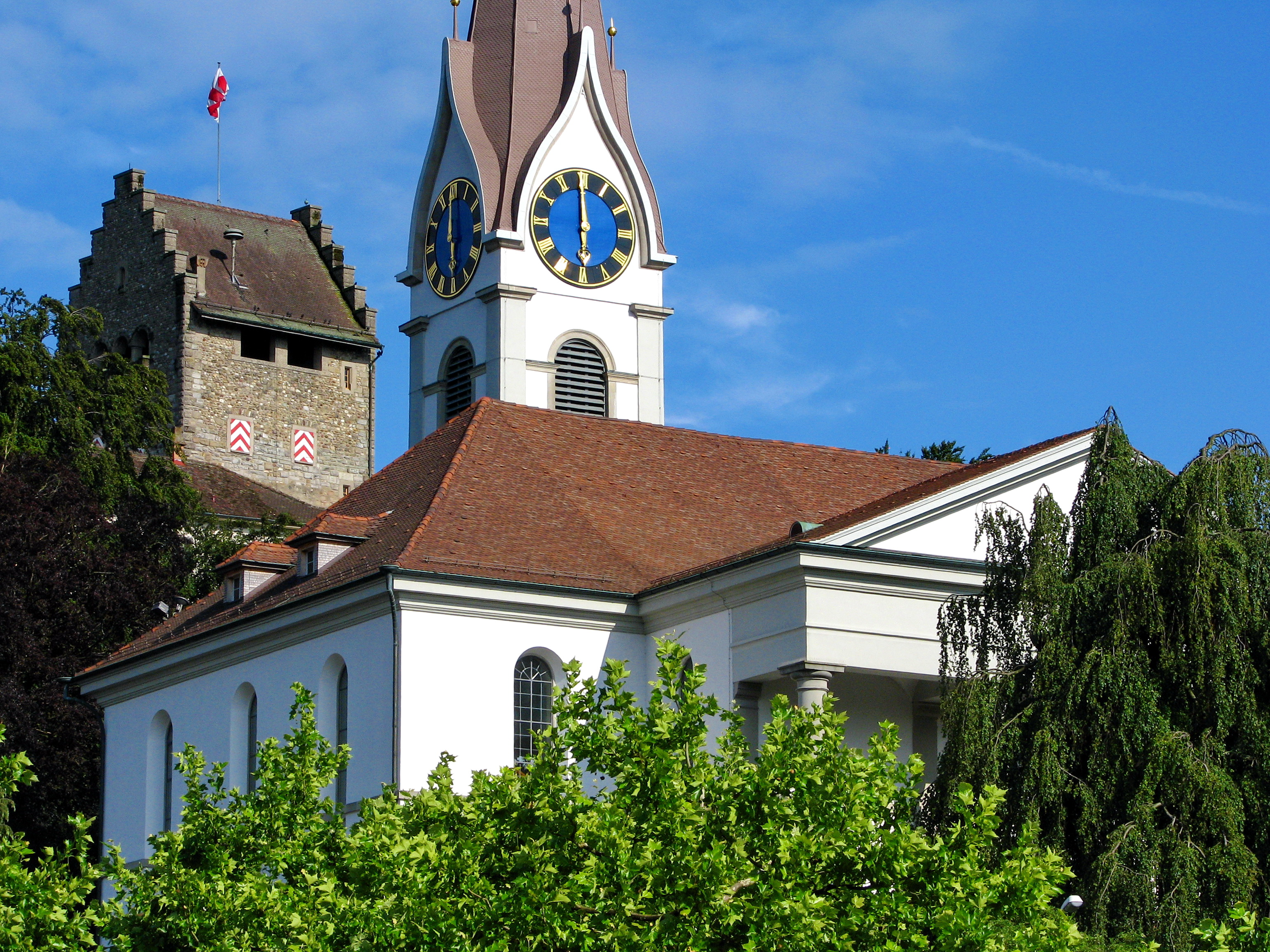
Schloss und reformierte Kirche von Uster von Nordwesten

In der lokalen Sektion der Evangelischen Allianz sind beteiligt: Kirche Neuwies (Chrischona-Gemeinde) (gegr. 1990), Evangelisch-reformierte Kirche, Evangelisch-methodistische Kirche (gegr. 1880), Freie Kirche Uster (gegr. 1863), Freie Missionsgemeinde, Heilsarmee (gegr. 1890), die Pfingstgemeinde (gegr. 1936), die Iglesia Cristiana Cuerpo de Cristo (in der lokalen Allianz seit 2017) und das Gebetshaus Uster.
In Uster gibt es zudem eine Neuapostolische Kirche sowie den Moschee-Verein in Werrikon (gegr. 1992).

## Wirtschaft

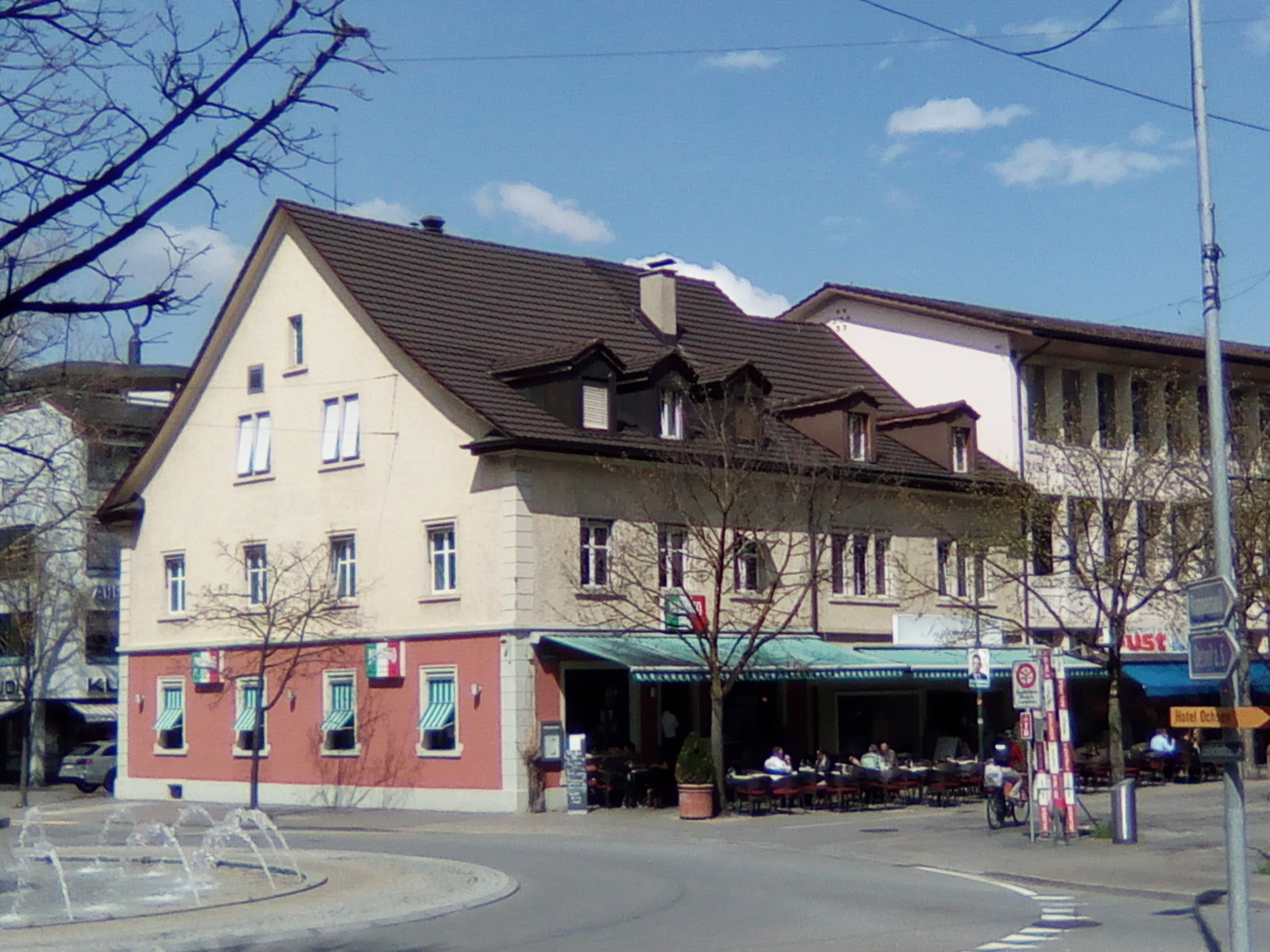
Springbrunnen-Kreisel, am Bereich "Poststr. Süd"

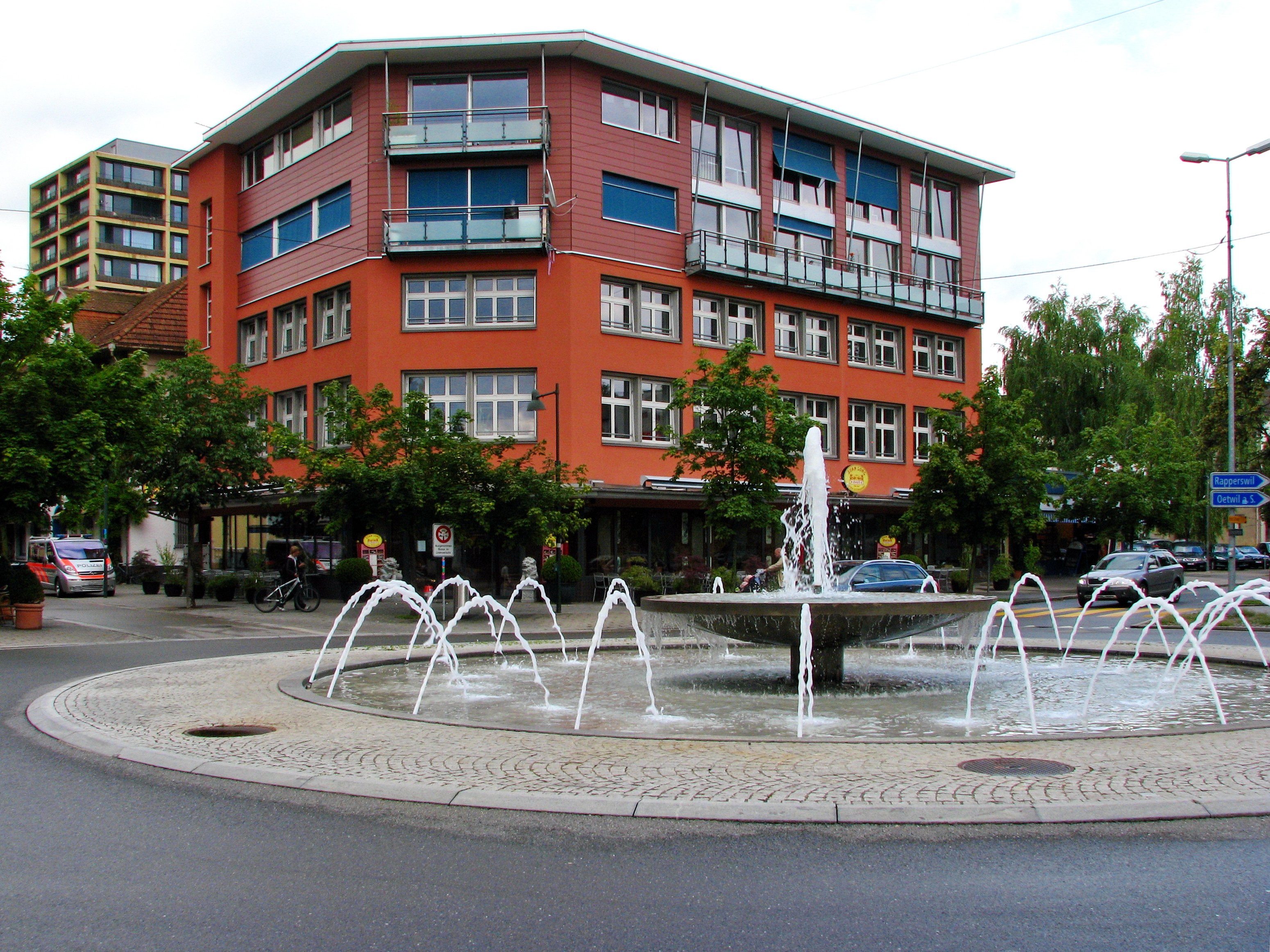
Springbrunnen-Kreisel, am Bereich "Kern Süd"

### Unternehmen
Die zentrale Lage und die gute Erschliessung mittels öffentlichen Verkehrs hat seit 1990 einen Bauboom und steigende Immobilienpreise ausgelöst. Die 1350 in der Stadt ansässigen Unternehmen, zum grossen Teil im Dienstleistungssektor zu Hause, bieten rund 13 000 Arbeitsplätze. In Uster sind Unternehmen wie Uster Technologies (Hersteller von elektronischen Mess- und Prüfsystemen für die Textilindustrie), Distrelec (Grossverteiler von Elektronik, Automation und IT), die BSU-Bank (Regionalbank), Zellweger Luwa (Hersteller von Ventilatoren und Klimasystemen) und Implant Design (Hersteller von Prothesen) ansässig.

### Öffentlicher Verkehr

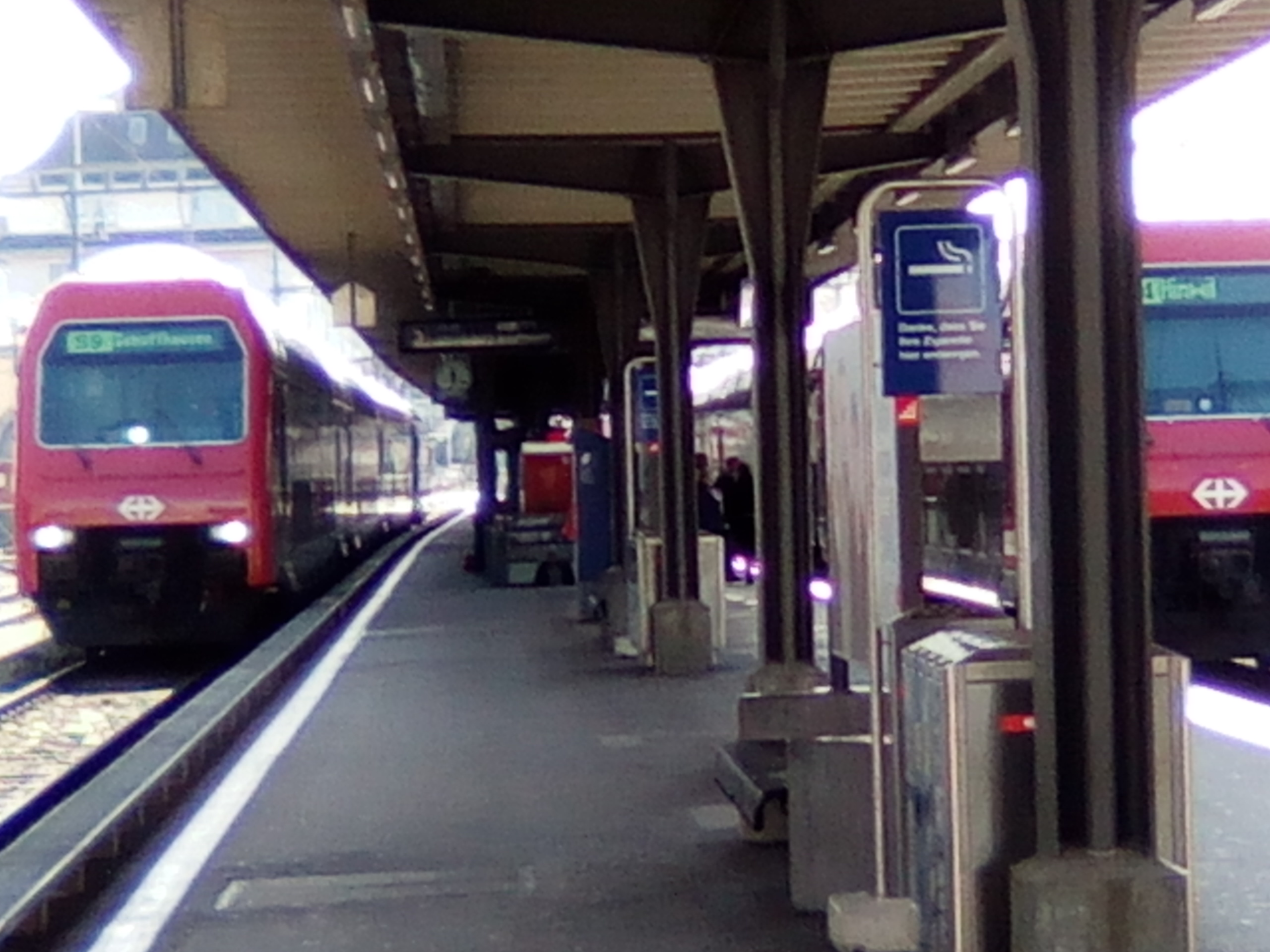
Bahnhof Uster, links S9 nach Schaffhausen, rechts S14 nach Hinwil

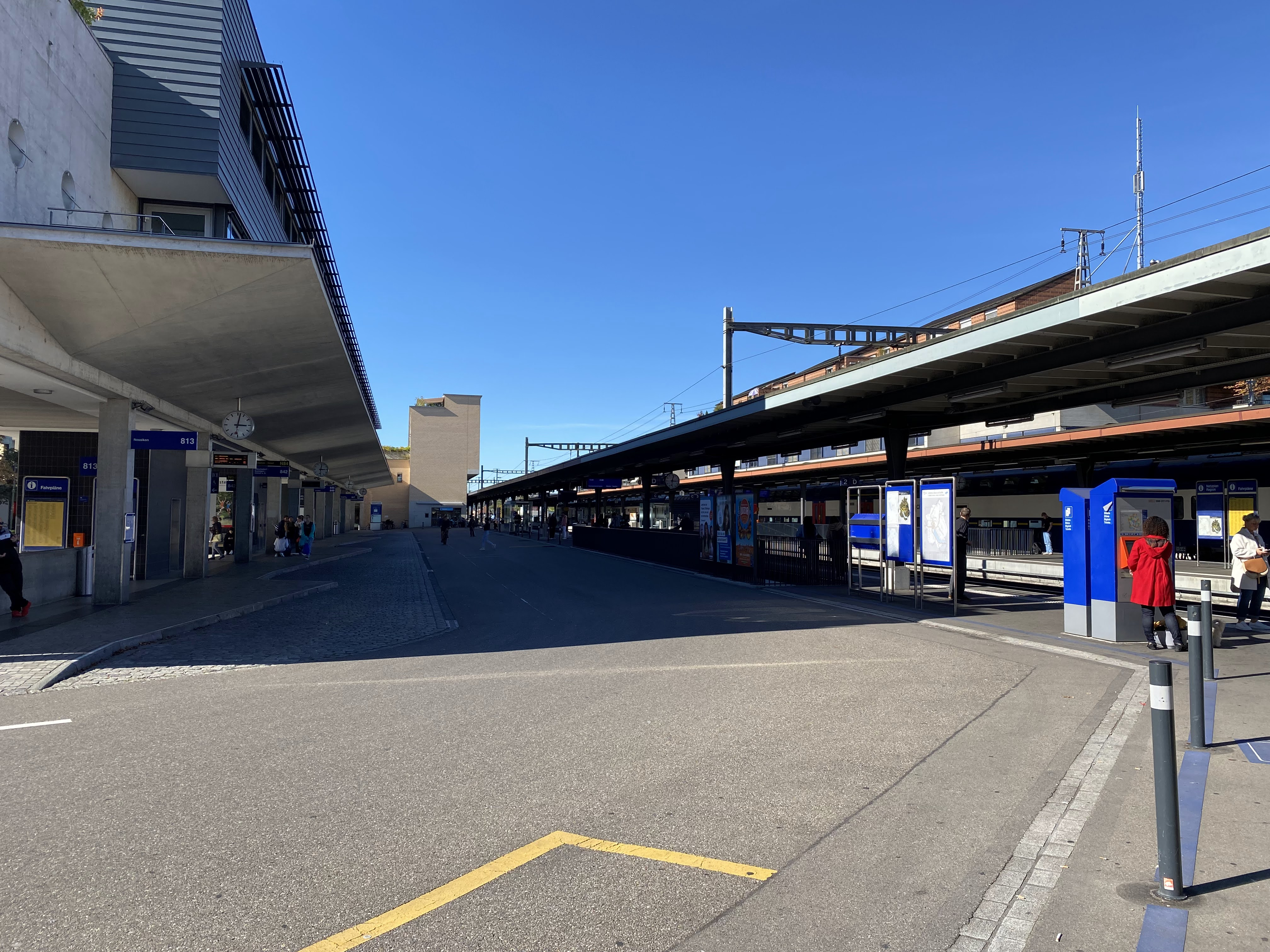
Uster, Bushof beim Bahnhof

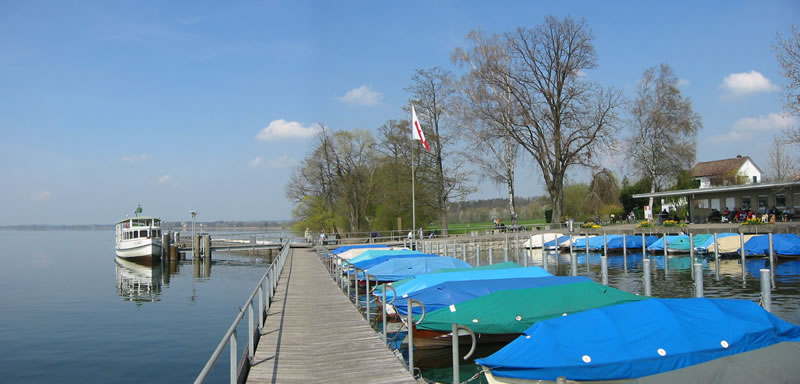
Niederuster, Schifflände und Greifensee

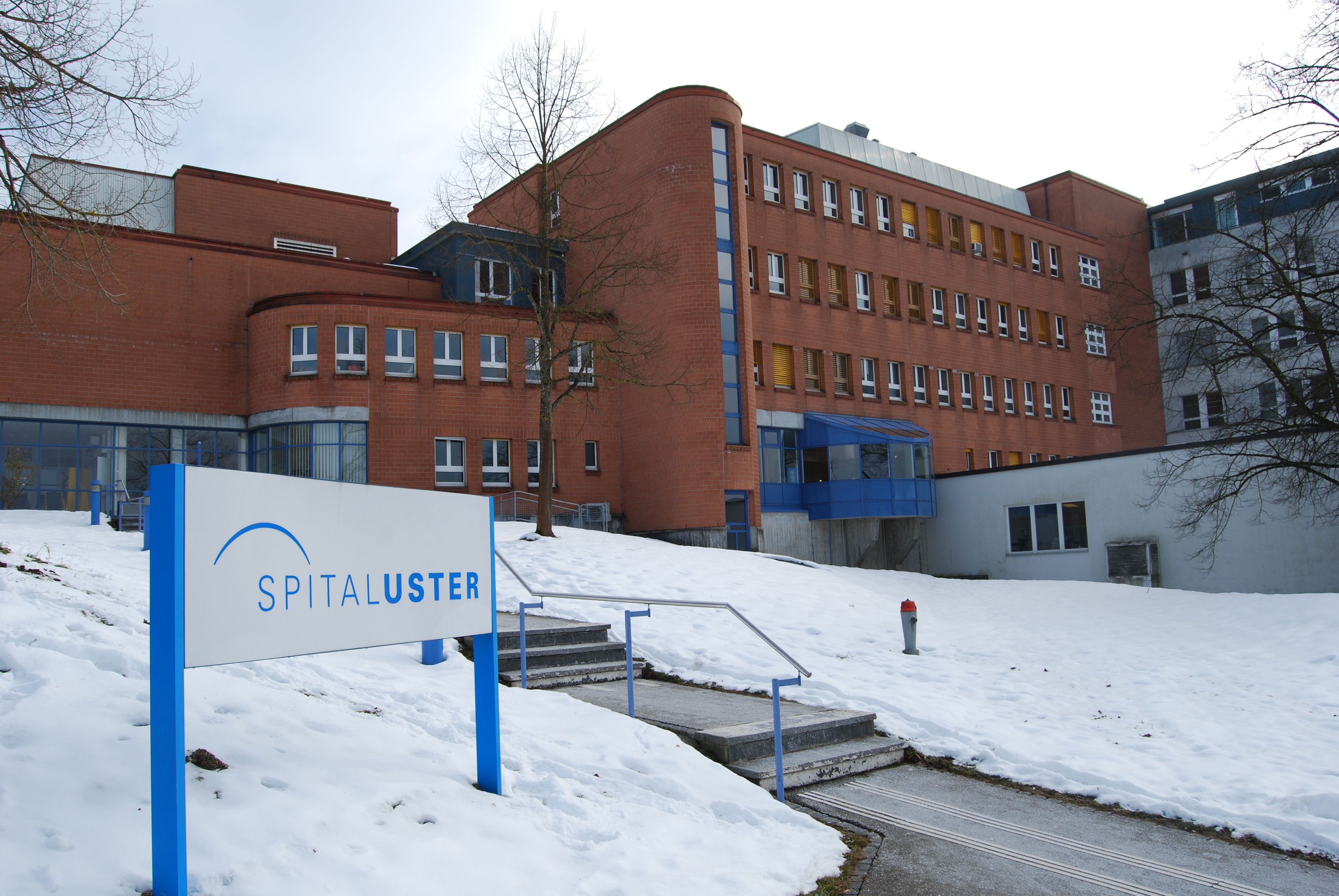
Spital Uster

Uster ist sehr gut mit öffentlichen Verkehrsmitteln erschlossen. So führen die folgenden vier Linien der S-Bahn Zürich über Uster:
- S 5 Zug – Affoltern a. A. – Zürich HB – Uster – Pfäffikon SZ
- S 9 Schaffhausen – Jestetten – Rafz – Zürich HB – Stettbach – Uster
- S 14 Affoltern a. A. – Altstetten – Zürich HB – Oerlikon – Wallisellen – Hinwil
- S 15 Rapperswil – Uster – Zürich HB – Oberglatt – Niederweningen

Zur Gemeinde Uster gehört zudem der Bahnhof Nänikon-Greifensee mit Anschluss an die S 9  und die S 14 .
Am Wochenende verkehren zudem die Nachtlinien SN5  auf der Fahrstrecke der S 5  sowie die SN9  mit Halt an allen Stationen und Endstation Uster. Die einzelnen Linien verkehren im Halbstundentakt, so dass stündlich acht Züge nach Zürich sowie sechs Züge ins Zürcher Oberland fahren. Mit den Linien S 5  und S 15  gelangt man in 14 Minuten ins Zentrum von Zürich.
In Uster selbst stehen den Reisenden sieben lokale und sechs regionale Buslinien zur Verfügung.
Der Greifensee wird durch das Kursschiff Maur–Uster–Maur erschlossen.

### Individualverkehr

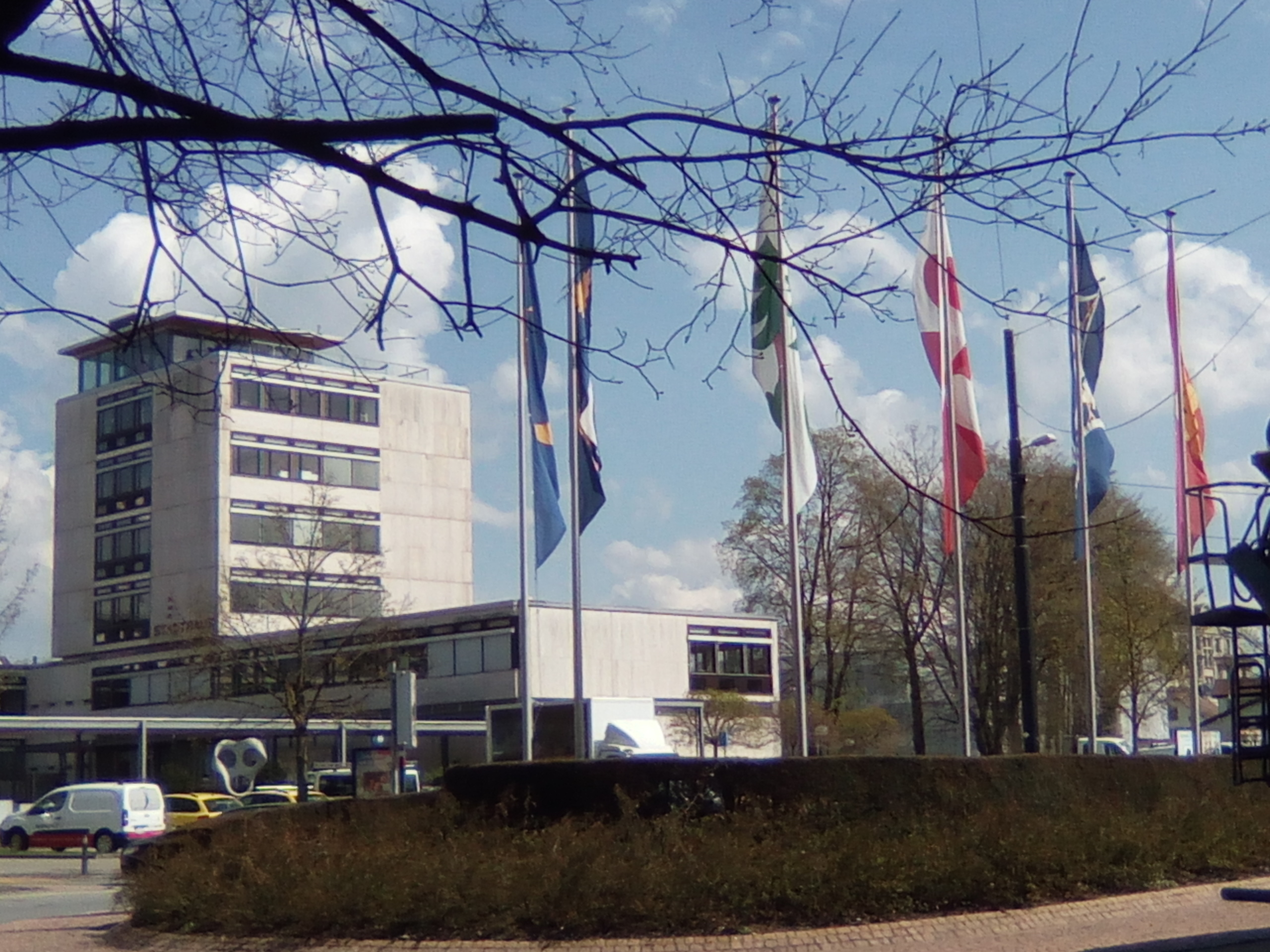
Am Sternen-Kreisel (Nüssli-Kreisel) mit Stadthaus

Trotz seiner Grösse ist in Uster nur eine Verkehrsampel zu finden. Alle bis auf eine wurden in den letzten Jahren durch teilweise phantasievoll gestaltete Verkehrskreisel ersetzt, was Uster auch überregional als „Kreiselstadt“ bekannt machte.
Ebenfalls überregional bekannt sind die zehn Bahnübergänge, welche mehr als 40 Minuten in der Stunde geschlossen sind. Als einzige Alternative dazu befindet sich vor dem Feuerwehrhaus eine Unterführung, die allerdings nur 3,25 m hoch ist. Dies führte in den Achtzigerjahren zum sarkastischen Slogan: «Uster – Die lebendige Stadt hinter der Barriere».
Die im Norden angrenzende Oberlandautobahn (A53) erschliesst die Stadt mit drei Abgängen, welche ausserhalb der Stadt in die drei Hauptverkehrsachsen münden.

### Infrastruktur
Als einer der zwölf regionalen Feuerwehrstützpunkte hat die Ustermer Feuerwehr die Aufgabe, die örtlichen Feuerwehren der umliegenden 14 Gemeinden bei grösseren Schadensereignissen und im Oel-/Chemiewehrbereich logistisch und personell zu unterstützen.
Neben der Kantonspolizei besitzt Uster eine eigene Stadtpolizei, die für kommunale Aufgaben zuständig ist und die Kantonspolizei unterstützt. Der Seerettungsdienst auf dem Greifensee wird von allen Anrainer-Gemeinden gemeinsam betrieben und hat seinen Sitz im Bootshaus Niederuster.

Spital Uster um 1919

Das Spital Uster ist für die medizinische Versorgung des oberen Glatttales und des Zürcher Oberlandes mit insgesamt rund 135 000 Einwohnern zuständig. Mit rund 1100 Angestellten ist das Spital Uster der grösste Arbeitgeber der Region. Organisiert ist es als Zweckverband der zwölf Trägergemeinden. Am 8. März 2015 befanden die Stimmbürger über die Umwandlung des Zweckverbandes in eine Aktiengesellschaft. Das Anliegen wurde in der Stadt Uster mit 57 Prozent Nein-Stimmen abgelehnt, womit die Umwandlung scheiterte.
Das Stadtwerk, welches die Gemeinde mit Strom, Gas, Wasser und Wärme beliefert, heisst seit dem Jahr 2000 Energie Uster AG.
Auf dem Sportgelände Buchholz sind eine Sporthalle, Hallenbad, Reitanlage mit Halle, Tennis-, Squash- und Badmintonplätze, Kletterhalle sowie Boccia- und Minigolfbahnen beheimatet. Zudem bietet die Stadt zwei Freibäder.

## Kunst, Kultur
Trotz der Nähe zur Stadt Zürich besitzt die Stadt Uster ein eigenes kulturelles Angebot.
Im Zellwegerpark stehen die folgenden Kunstobjekte:

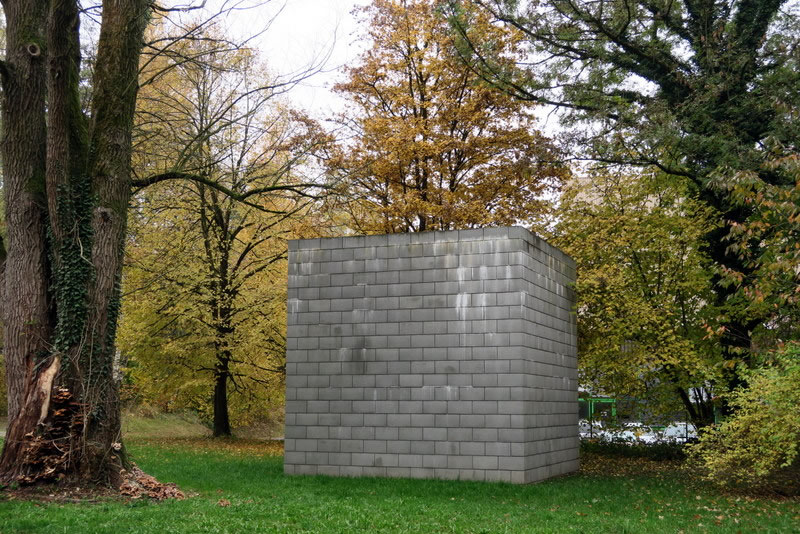
Der «Cube» von Sol LeWitt steht seit 2011 im Zellwegerpark
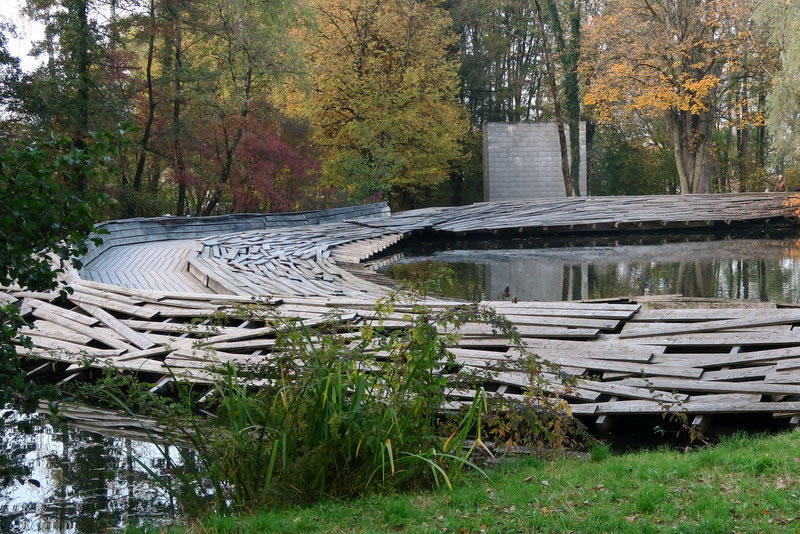
Tadashi Kawamatas Drift Structure oder «Kawamata-Brücke»
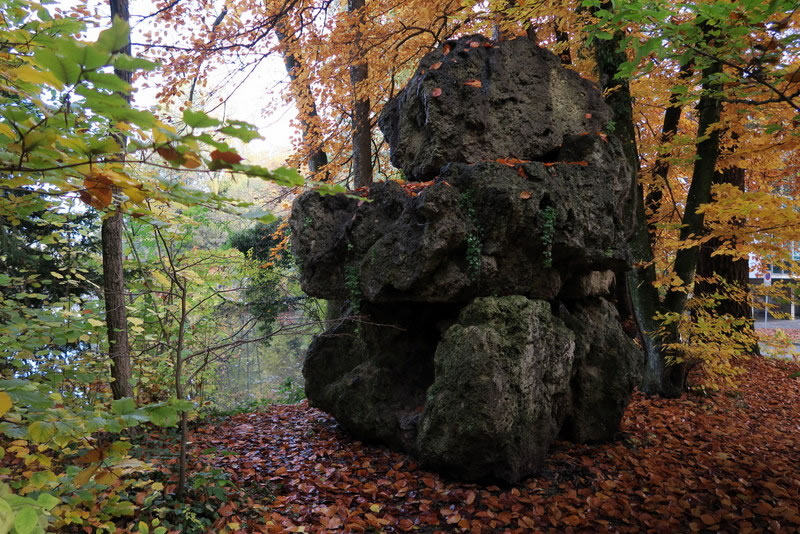
Die «Moosfelsen» von Fischli/Weiss

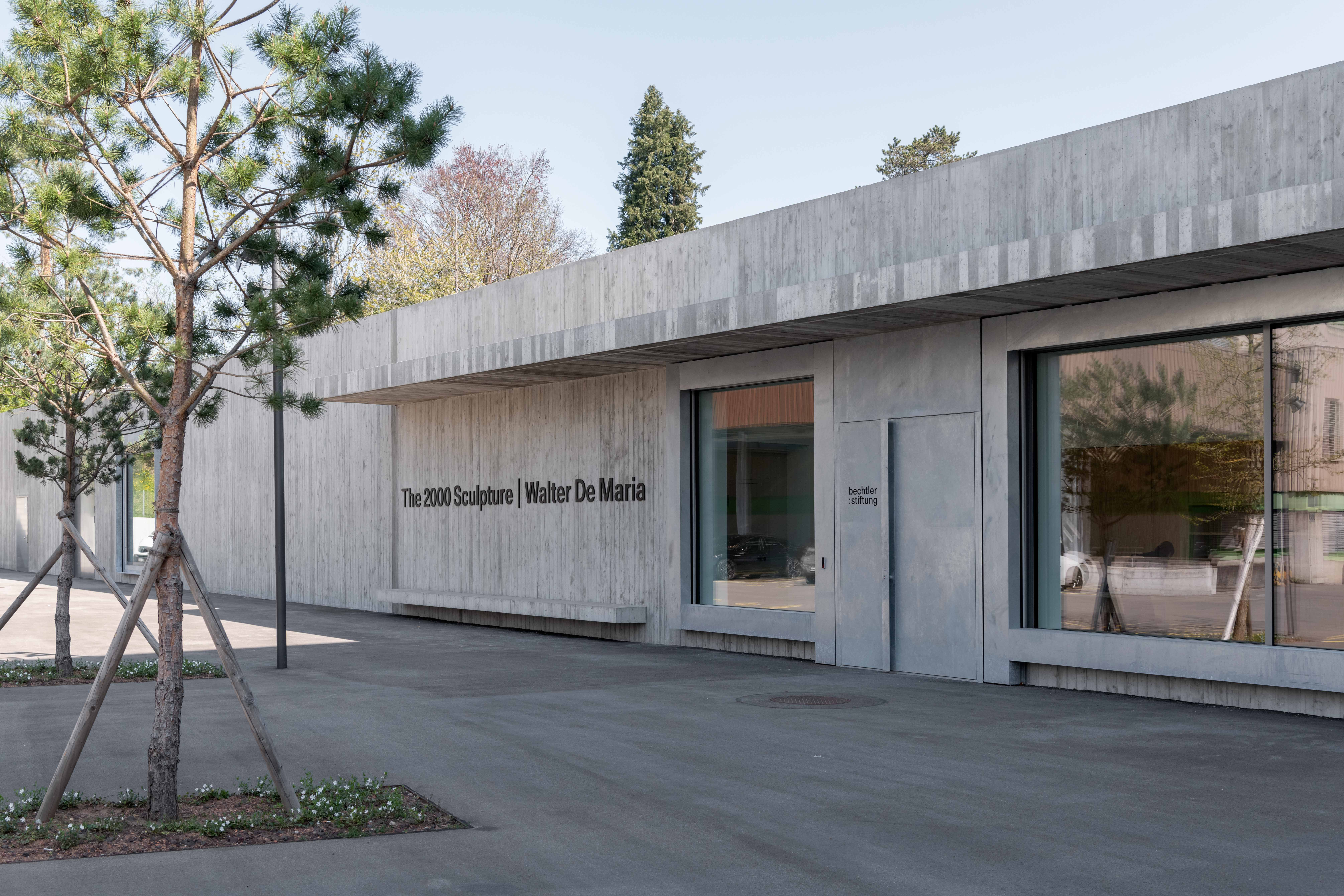
Museum Bechtler Stiftung

2022 wurde das Museum Bechtler Stiftung eröffnet.
Dort wurde ein Ausstellungsraum speziell für das Werk «The 2000 Sculpture» von Walter De Maria, die «weltweit grösste Bodenskulptur», geschaffen.
Daneben wird die Videoinstallation I Couldn't Agree With You More von Pipilotti Rist präsentiert. Wechselnde Ausstellungen zeitgenössischer Künstler ergänzen das Museumsangebot.

Bisherige Ausstellungen galten Sigmar Polke, Pamela Rosenkranz, Sylvie Fleury, Peter Fischli und David Weiss.

### Musik
Neben den Konzerten der Kulturgemeinschaft Uster (KGU) beleben verschiedene Konzertreihen das Kulturleben der Landstadt am Greifensee. Hier seien das Orgelfestival Uster mit den fünf Orgelkonzerten im Spätsommer, die Reihe must – Musiker aus Uster für Uster, das PAM – Platz für andere Musik sowie die Reihe Sonntagskonzerte der reformierten und der katholischen Kirchgemeinde erwähnt.
Insbesondere für Jazzliebhaber gehört Uster zu den wichtigsten Zentren, da Uster nicht nur einen der bekanntesten Jazzclubs besitzt, sondern auch das Schweizerische Jazzmuseum, das SwissJazzOrama, beheimatet.
In den letzten Jahren konnten sich in Uster und Umgebung mehrere Festivals etablieren, an denen vorwiegend Rockmusik gespielt wird.

### Sehenswürdigkeiten

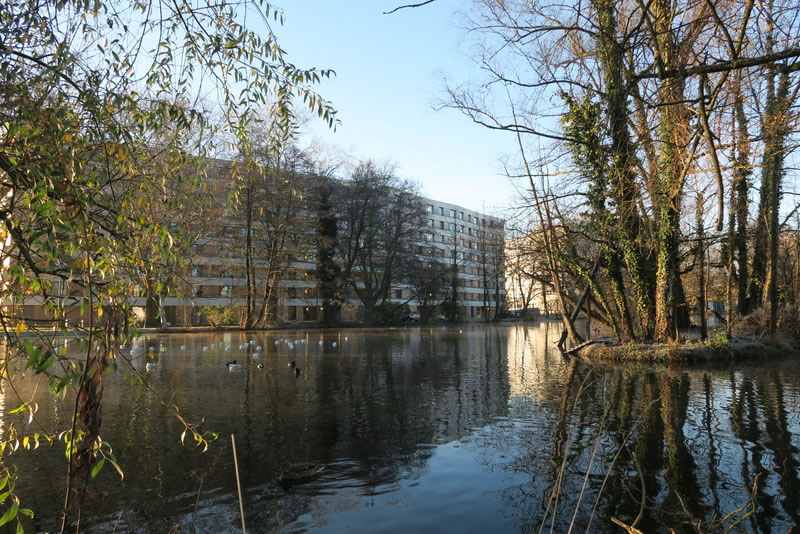
Zellwegerpark, Uster

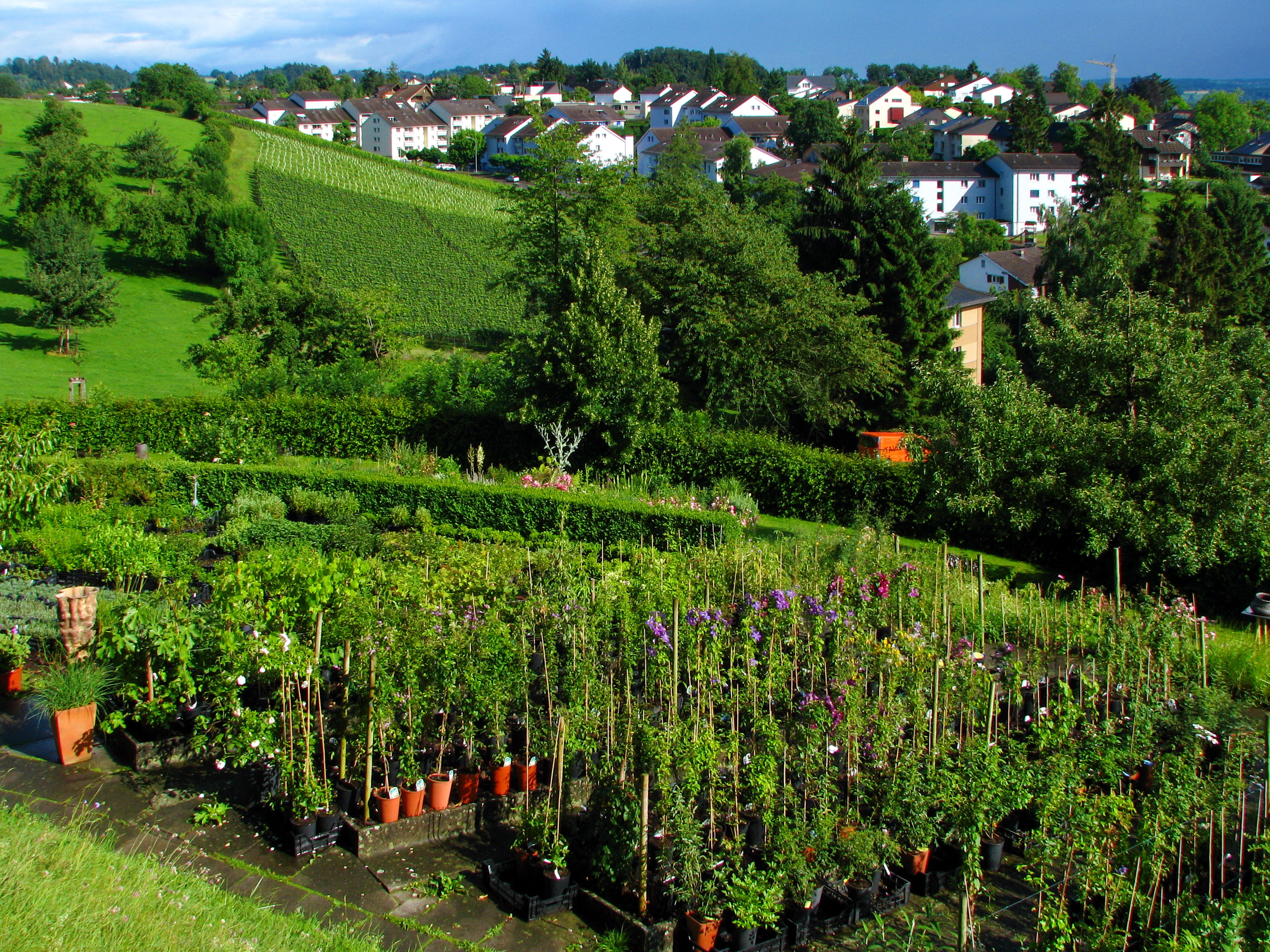
Weingut und Garten beim Schloss, Nossikon im Hintergrund

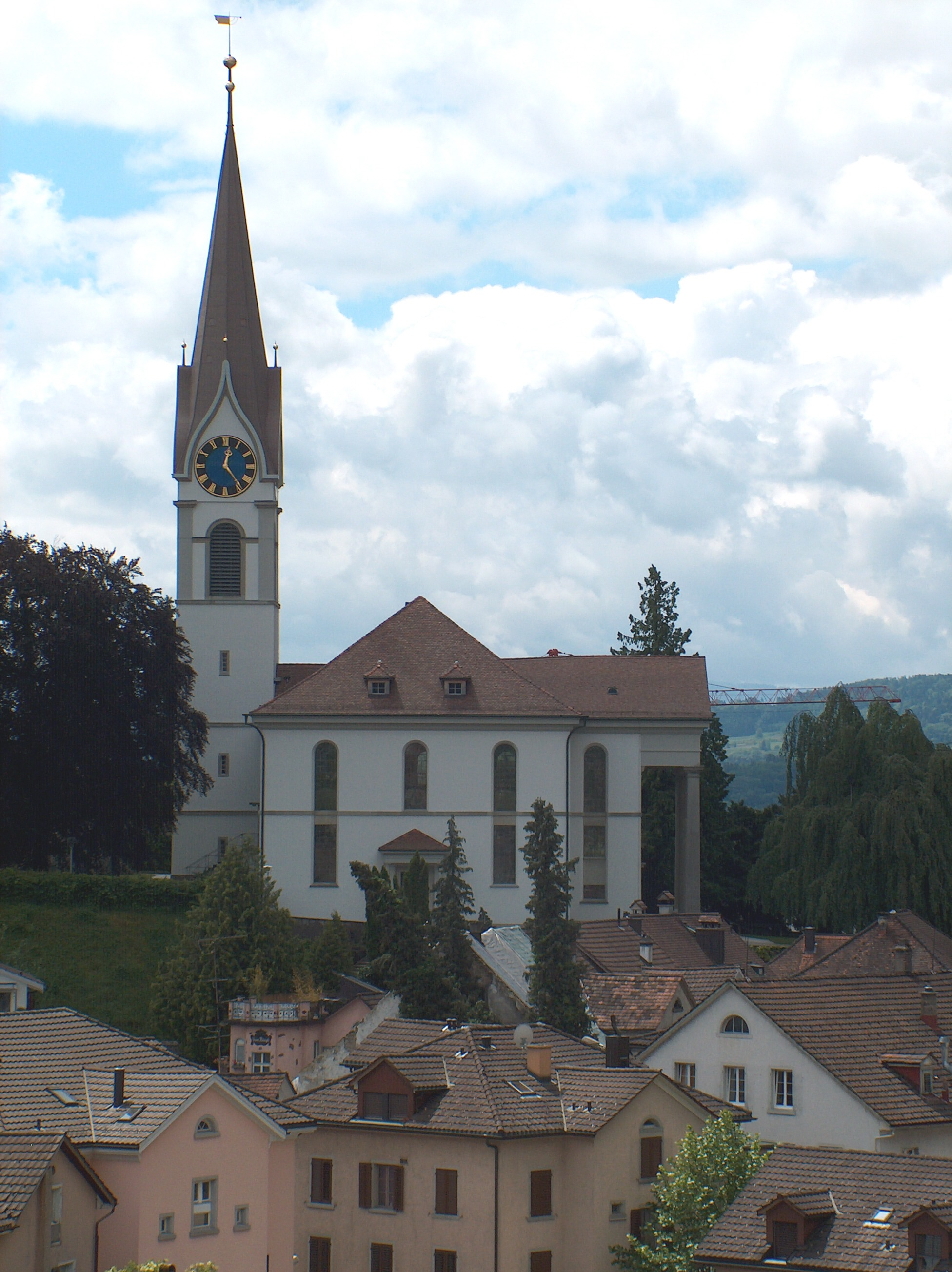
Reformierte Kirche in Uster

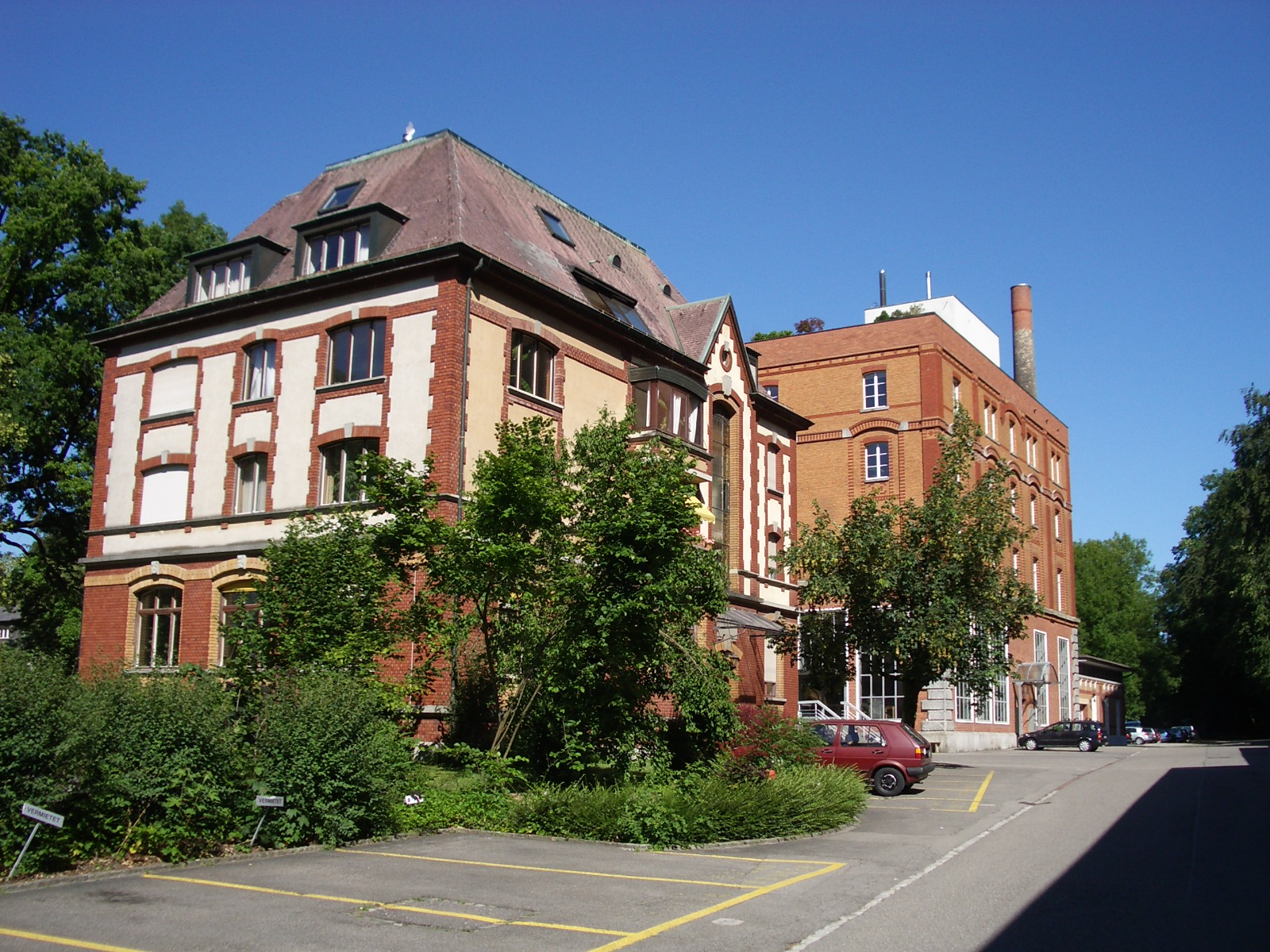
Brauerei von 1859

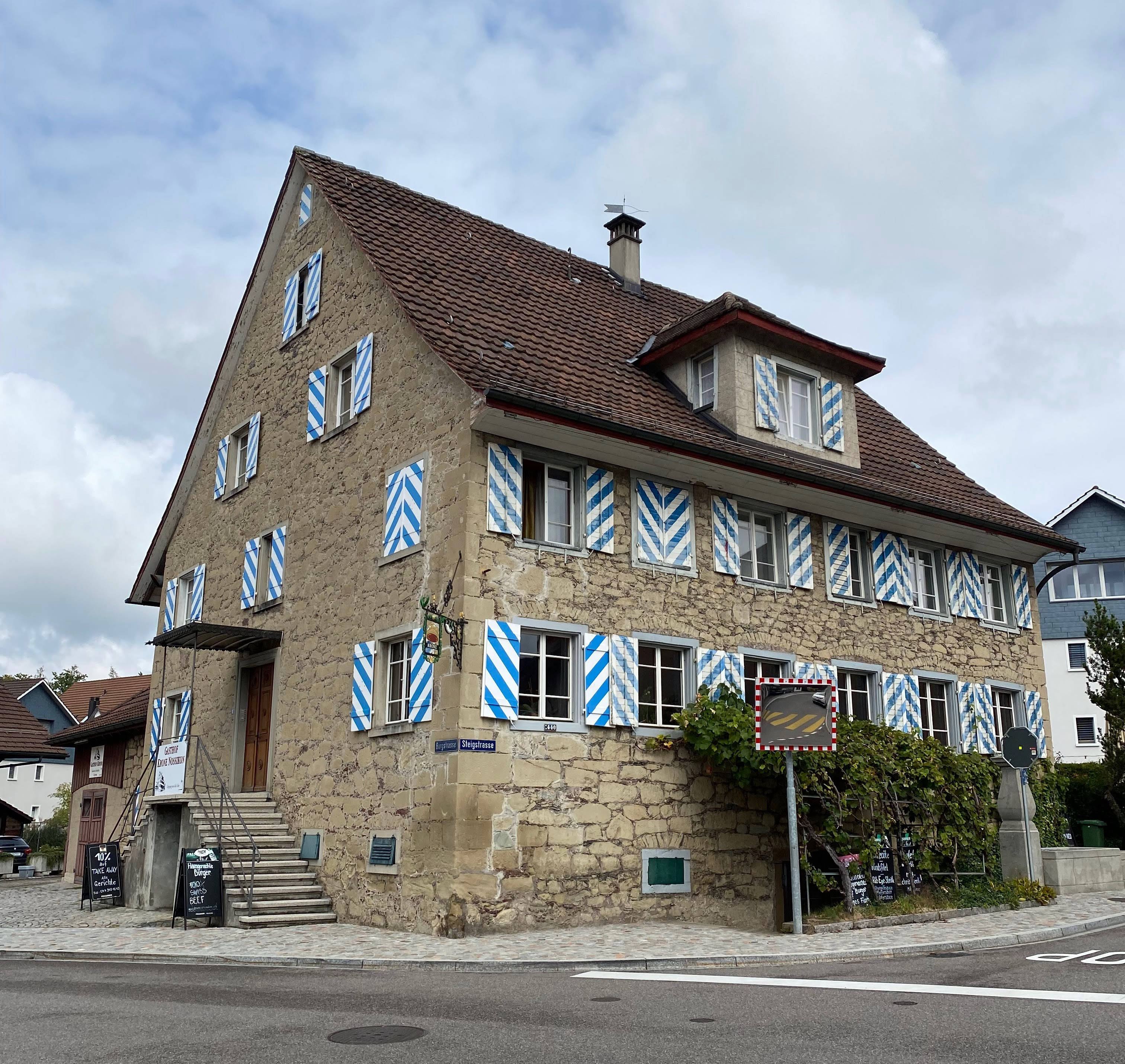
Gasthof Krone Nossikon, Tavernenrecht seit 1786

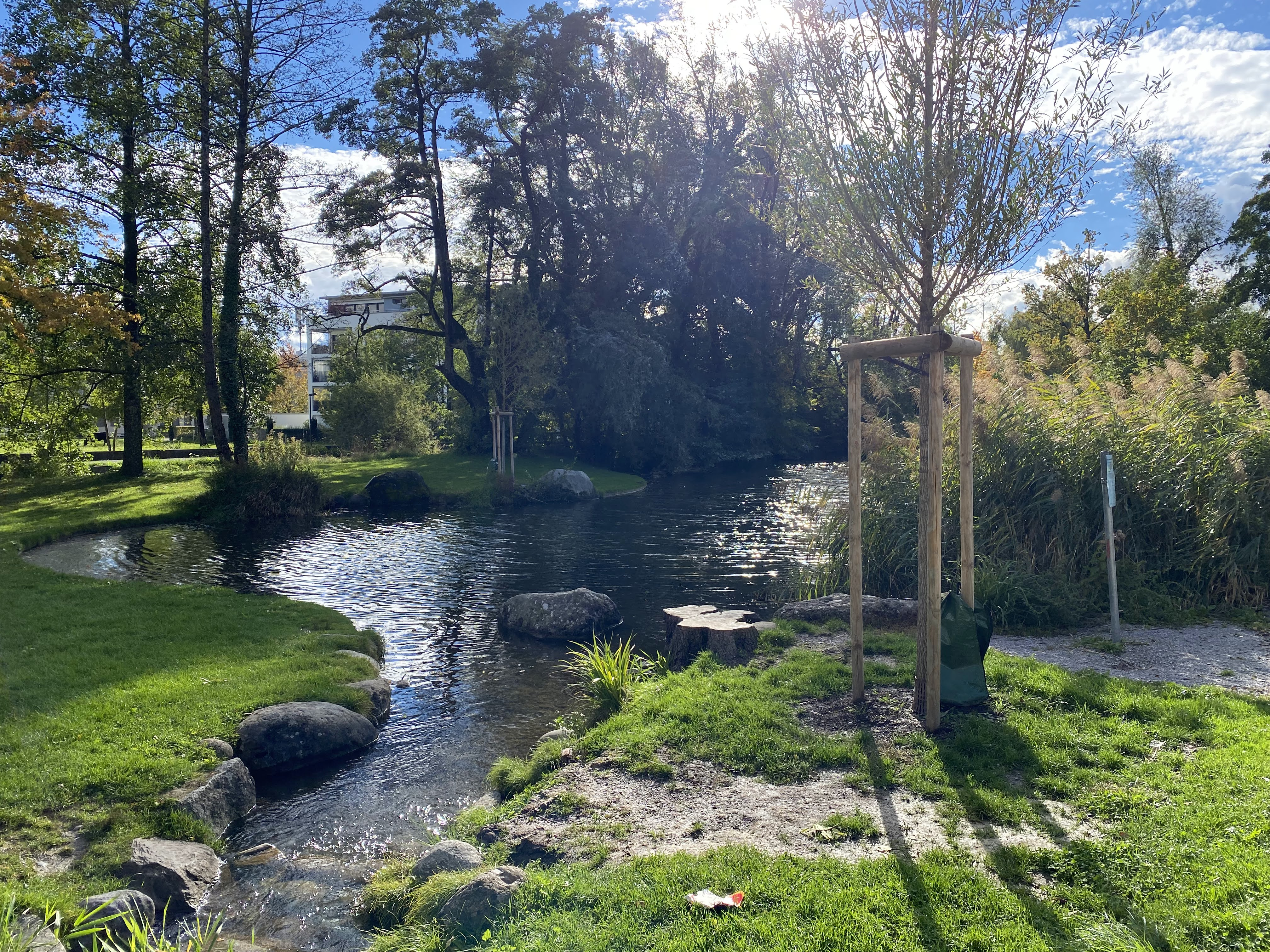
Stadtpark

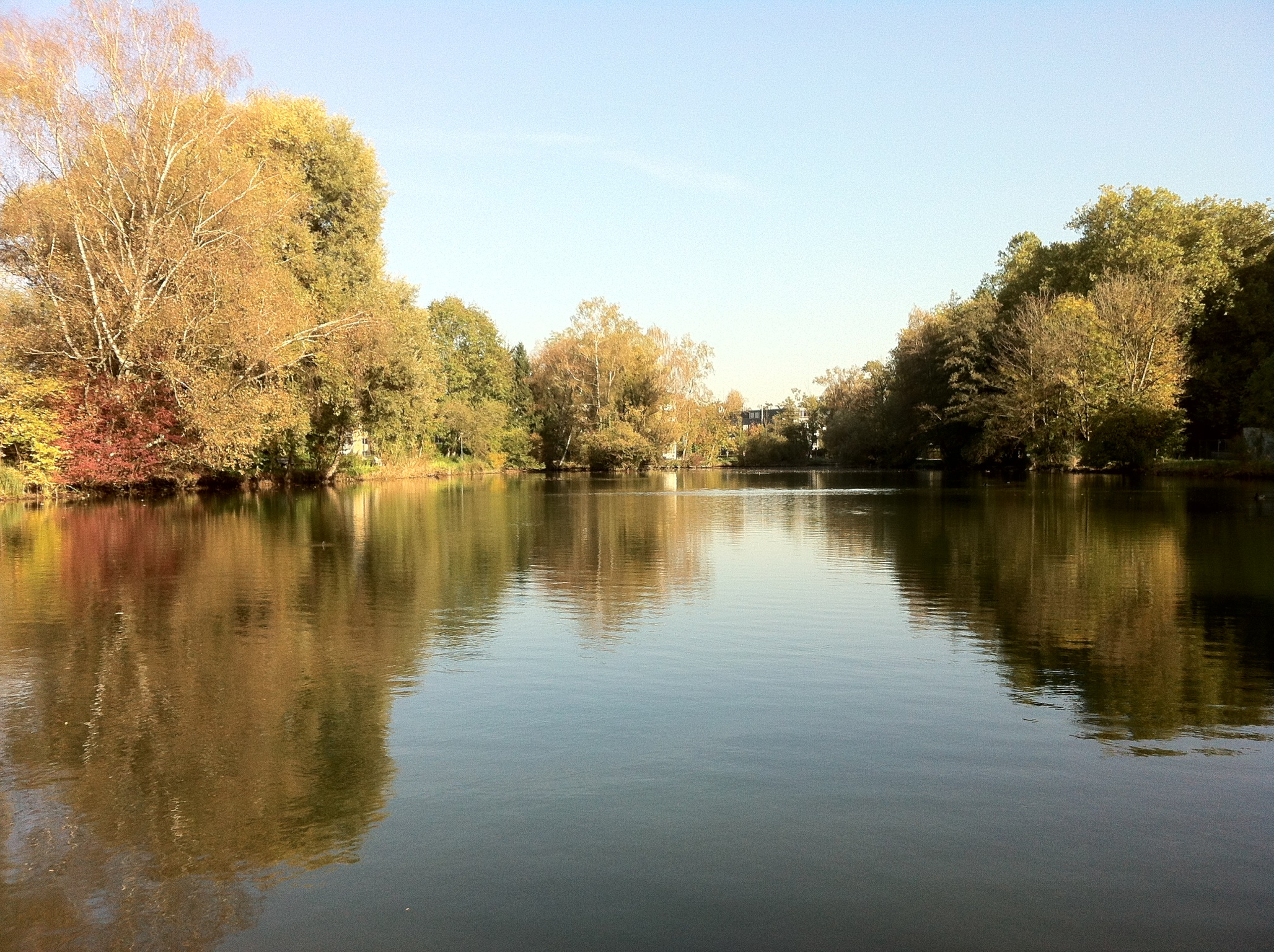
Zellwegerweiher

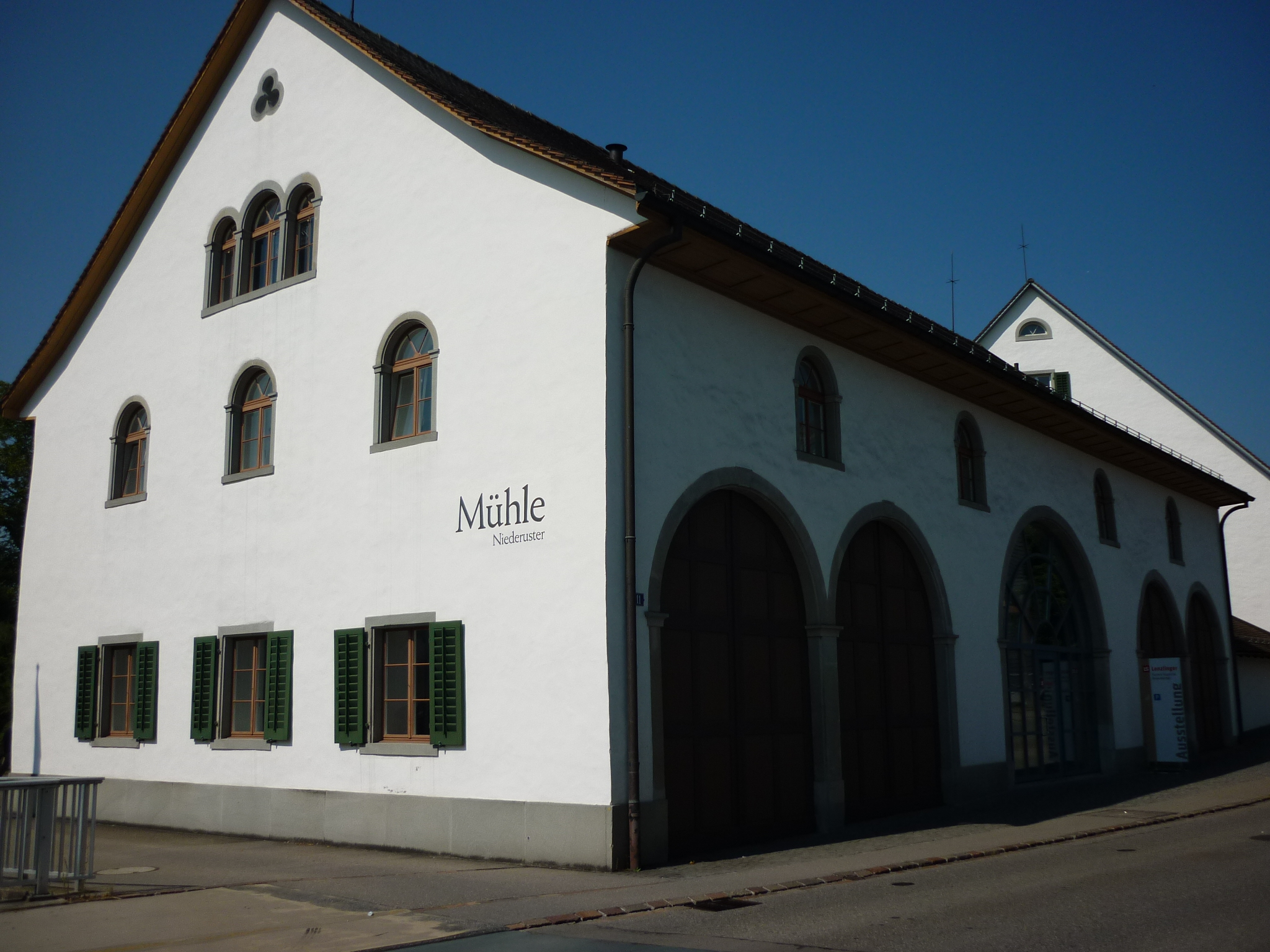
Mühle Niederuster, 1350 als Ziegelmühle erwähnt

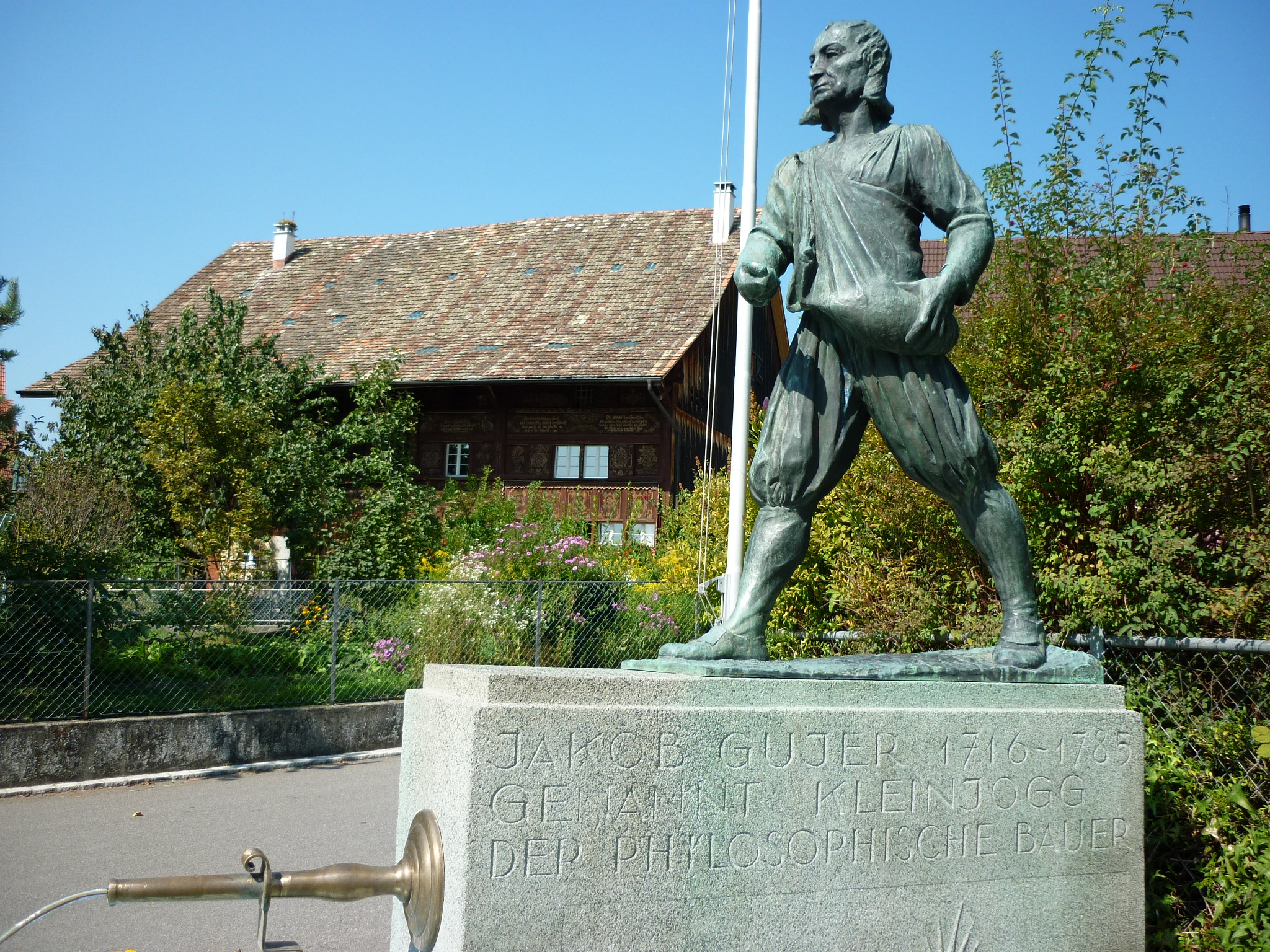
Wermatswil: Jakob-Gujer-Brunnen und -Geburtshaus

- Zellweger Park: umfasst das frühere private Firmengelände («Verbotene Stadt») der Zellweger Uster AG. Seit 2005 wurde es als Wohnquartier erschlossen. Historisch ist das Areal geprägt vom Aabach und seiner Verwendung als Energiequelle mit den «Stauseen» Zellwegerweiher und Herterweiher. Heute ist das Areal eine Parklandschaft und Teil der Naherholungszone Stadtpark-Aabach-Greifensee und enthält Kunstwerke,[34] u. a.
  - Cube von Sol LeWitt,
  - Moosfelsen von Fischli/Weiss
  - Drift Structure von Tadashi Kawamata
- Schloss Uster auf einem Hügel südlich des Stadtzentrums.
- Reformierte Kirche Uster am Schlosshügel: vom Winterthurer Architekten Johannes Volkart in klassizistischem Stil geplant und 1824 eingeweiht.
- Römisch-Katholische Kirche St. Andreas: von André M. Studer entworfen und 1965 eingeweiht.
- Industriepfad insbesondere zur Baumwollverarbeitung. Zwei der ehemaligen Industriegelände wurden inzwischen unter Beibehaltung der alten Bauten zu Wohnsiedlungen umgestaltet. Die Umnutzung dieser Gelände zu den Siedlungen Im Lot und Arche Nova waren mit ein Grund für den Erhalt des Wakkerpreises, einer Auszeichnung des Schweizer Heimatschutzes.
- Lokremise von 1857: älteste Lokremise der Schweiz mit fünf Lokständen, die um eine Drehscheibe angeordnet sind. Die Genossenschaft Lok-Remise Uster betreut das Ensemble in enger Zusammenarbeit mit dem Kanton Zürich. Seit 1995 dient das Gebäude dem Dampfbahn-Verein Zürcher Oberland als Remise und Werkstatt für die Dampflokomotiven. In der Lok-Remise befindet sich die Ausstellung der Stiftung Eisenbahn-Sammlung Uster mit hochwertigen Eisenbahnmodellen, vorwiegend in den «grossen» Spurweiten IIm, I, 0 und 0m, sowie Originalgegenständen der Bahn und Modelleisenbahnanlagen.
- Das Swissjazzorama (Eigenschreibweise: SwissJazzOrama) ist das einzige Jazzarchiv der Schweiz. Nebst einem zentralen Archiv stellt es die über 100-jährige Geschichte des Jazz in der Schweiz möglichst umfassend dar.
- Brauerei des Peter Bartenstein-Guyer (* 1853 in Alberschwende; † 10. April 1929 in Uster).[35] 1977 zunächst stillgelegt; seit 2008 wird auf der Anlage in neuen Produktionsräumen wieder Bier gebraut von der Brauerei Uster Braukultur AG. Eine Besichtigung der alten Anlagen ist weiterhin möglich.[36]

## Bildung

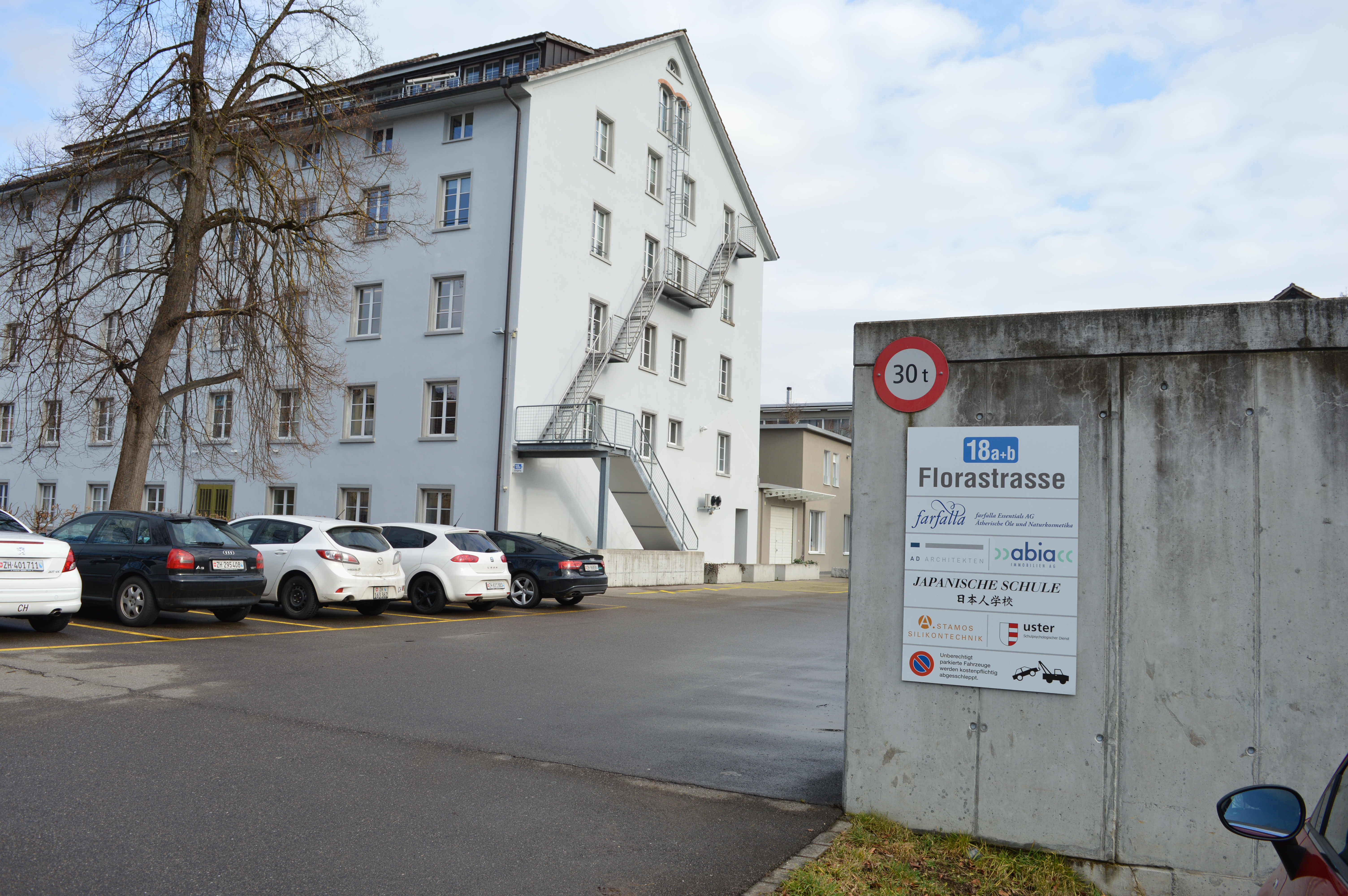
Japanische Schule in Zürich

Uster ist neben Wetzikon der wichtigste Bildungsstandort im Zürcher Oberland. Es ist unter anderem Sitz der 2006 verselbständigten Kantonsschule Uster, der Berufsfachschule Uster Wirtschaft und Technik (BFSU), der Höheren Fachschule Uster (HFU), der Kunst- und Sportschule Zürcher Oberland (KuSs ZO) und der Musikschule Uster Greifensee.
Ebenfalls in Uster befindet sich die Japanische Schule Zürich.

## Sport
Für individuelle sportliche Aktivitäten bietet die Region den See mit den Möglichkeiten für Radtouren, Inlineskating, Schwimmen, Rudern, Segeln, Windsurfen, Kitesurfen, Tauchen sowie Laufparcours im Wald, Vitaparcours, Finnenbahn, 400-m-Laufbahn, Hallenbad und Freibäder, Golfrange, Minigolf, Squash-, Tennis- & Badmintonplätze. Überdies bietet Uster zwei Fussballplätze, Sportstadion, und Sporthalle, ist Austragungsort für Geländesportarten wie Triathlon und Langstreckenlauf und beheimatet mehr als 71 Sportvereine.
Sehr erfolgreich schneiden jeweils die Sportler des Ustermer Schwimmvereins Schwimmclub Uster-Wallisellen an nationalen und internationalen Wettkämpfen ab. An der jährlichen, nationalen Ruderregatta auf dem Greifensee nimmt der Ruderclub Uster als örtlicher Verein teil.
Der Judo Club Uster, gegründet 1964, ist einer der grössten Judo Clubs der Schweiz und nimmt in der Region Zürich eine führende Rolle ein. Er ist sowohl bei den Damen als auch bei den Herren mit einem Team in der Nationalliga A, die höchste Schweizer Liga, vertreten.
Der städtische Unihockeyverein UHC Uster bestreitet seine Spiele in der höchsten Schweizer Spielklasse, der Nationalliga A.
In Uster sind zwei Fussballvereine beheimatet. Neben dem FC Uster, der in der 2. Liga interregional vertreten ist, gibt es den FC Rot Weiss Winikon, benannt nach dem Stadtteil Winikon-Gschwader. Letzterer ist in der 4. Liga aktiv.
2018 stieg die Damenmannschaft des Tischtennisclubs Uster wieder in die Nationalliga A auf. In den 1980er Jahren war der TTC Uster siebenmal Schweizer Mannschaftsmeister der Damen
Im Jahr 1998 fanden in Uster die offiziellen Halbmarathon-Weltmeisterschaften statt. Seit 1980 findet jährlich Mitte September der Greifenseelauf mit Start und Ziel in Uster statt, gelaufen wird seit 1992 auf Halbmarathon-Distanz und zusätzlich auch kürzere Distanzen.

## Sonstiges

### Partnerschaften
- Prenzlau, Deutschland – seit 2000

Uster ging im Jahr 2000 eine Städtepartnerschaft mit Prenzlau (Deutschland) ein. Der Partnerschaftsvertrag wurde am 29. Oktober 2000 vom damaligen Bürgermeister Prenzlaus, Jürgen Hoppe, und der damaligen Stadtpräsidentin Usters, Elisabeth Surbeck-Brugger, unterzeichnet. Seither wurde die Partnerschaft mehrmals erneuert.

### Naherholung & Freizeit
Zur Naherholung stehen den Ustermern der See, das Stadtparkgebiet mit zwei Weihern und mehr als sieben Wälder zur Verfügung.

### Märkte
Neben dem Frühlingsmarkt, und der Uster-Messe im Herbst, findet jeweils am letzten Donnerstag im November und dem anschliessenden Freitag der Uster Märt statt. Dieser seit 1099 bestehende Jahrmarkt war ursprünglich Bauernmarkt und Tierschau. Heutzutage gibt es neben dem klassischen Marktbetrieb auch einen grossen Karussell- und Fahrgeschäftebetrieb, so dass dieser Anlass inzwischen zu den grössten Jahrmärkten der Schweiz zählt.

### Auszeichnungen
2001 wurde die Stadt Uster für ihre Stadt- und Raumplanung mit dem Wakkerpreis des Schweizerischen Heimatschutzes (SHS) ausgezeichnet:

„Dank beispielhafter planerischer und baulicher Massnahmen ist es der Stadt Uster gelungen, in der zunehmend anonymen schweizerischen Agglomerationslandschaft eine eigene Identität zu schaffen. Der Siedlungsraum wurde klar vom ländlichen Raum getrennt, eine hochwertige, zeitgenössische Architektur aktiv gefördert und die alte Bausubstanz respektvoll in die Gegenwart integriert.“

2014 wurde die Stadt Uster für ihre langfristige Planung und Realisierung von Grünräumen mit dem Schulthess Gartenpreis des Schweizerischen Heimatschutzes (SHS) ausgezeichnet.

„Die Stadt Uster zeigt vorbildlich, wie eine langfristige Planung und Umsetzung von Grünräumen eine neue städtebauliche Dichte erzeugt. Herzstück dieser Entwicklung ist der Aabach, der sich schrittweise vom Industriekanal in eine Parklandschaft verwandelte.“

## Usterapfel
Der Usterapfel ist eine nach Uster benannte Apfelsorte. Sie ist älteren Generationen auch als Zitrönler bekannt. Mancherorts im Zürcher Oberland heisst er auch Chridebüchsler. Der aus den Niederlanden stammende Apfel gelangte 1760 unter anderem nach Uster und wurde erstmals auf dem Gelände des dortigen Schlosses gepflanzt. Im 19. Jahrhundert war der Usterapfel die ertragreichste und häufigste Sorte im Kanton Zürich; damals machte er einen Zehntel bis einen Viertel der gesamten Apfelproduktion im Kanton aus. Er wurde zur Schweizer Obstsorte des Jahres 2021 gekürt.

## Wappen
Blasonierung:
Gespalten von Silber und von Rot mit zwei silbernen Balken
Dieses Wappen wurde von der Gemeinde 1917 eingeführt, basierend auf einem bei Gerold Edlibach (1486) abgebildeten Wappen.
Im 19. Jahrhundert galt ein anderes Wappen: «drei grüne Linden- oder Apfelbäume», heute das Wappen von Kirchuster. Es erscheint erstmals auf einer Schützenfahne von etwa 1835.

Freudwil
Kirchuster
Nänikon
Niederuster
Nossikon
Oberuster
Rehbüel-Hegetsberg
Riedikon
Sulzbach
Wermatswil
Werrikon
Winikon-Gschwader

## Persönlichkeiten
- Marco Bayer (* 1972), Eishockeyspieler und -trainer
- Maria Becker (1920–2012), Schauspielerin, zuletzt wohnhaft und verstorben in Uster
- Rolf Blättler (1942–2024), Fussballspieler, Schweizer Meister 1971/72, dreifacher Torschützenkönig
- Heinrich Boller (1821–1877), Industrieller und Politiker
- Karl Bürkli (1917–2012), Maler, Zeichner. 1992 Kunstpreis der Stadt Uster
- Markus Braun (1950–2014), Komponist, Organist und Pianist
- Chris Conz (* 1985), Boogie-Woogie-Pianist
- Martha Dewal-Hürlimann (* 1935), baden-württembergische Kammersängerin
- Andrea Di Consoli (* 1976), Schriftsteller und Journalist
- Karin Fehr Thoma (* 1963), Stadträtin und Kantonsrätin (Grüne)
- Peter Frischknecht (* 1946), Radrennfahrer
- Freezy (* 1992), Mundartrapper
- Robin Gadola (* 1994), Squashspieler
- Jeannine Gmelin (* 1990), Ruderin
- Paul Grau (* 1950), Privatfernseh-Pionier
- Jakob Gujer, genannt Kleinjogg (1718–1785), Bauer und Reformer der Landwirtschaft
- Julius Gujer (1855–1940), Unternehmer und freisinniger Politiker
- Heinrich Grunholzer (1819–1873), Lehrer, Politiker (Nationalrat) und Fabrikant
- Nicole Hanselmann (* 1991), Radrennfahrerin
- Emil Hardmeier (1870–1935), Lehrer und Politiker
- Jakob Heusser (1895–1989), Politiker, Regierungsrat
- Richard Hirt (1939–2020), Forstwissenschaftler und Hochschullehrer
- Oliver Hofstetter (* 1990), Radrennfahrer
- Heinrich Homberger (1806–1851), Politiker, Nationalrat
- Natascha Honegger (* 1997), schweizerisch-brasilianische Fußballtorhüterin
- Andi Hoti (* 2003), schweizerisch-kosovarischer Fussballspieler
- Jean Hotz (1890–1969), Schweizer Minister und Direktor der Handelsabteilung des Eidgenössischen Volkswirtschaftsdepartements
- Johann Hürlimann (1793–1850), bildender Künstler und Kupferstecher
- Walter Hürlimann (1899–1979), Bildhauer und Zeichner
- Nora Illi (1984–2020), Person des Islam
- Peter Jörg (* 1972), Bahn- und Strassenradrennfahrer
- Ernst Kappeler (1911–1987), Schriftsteller
- Walter Keller (1953–2014), Journalist, Verleger und Galerist
- Silvan Kriz (* 2000), österreichisch-schweizerischer Fussballspieler
- Hedi Lang (1931–2004), Politikerin (SP), Nationalratspräsidentin und Regierungsrätin
- Robert Lejeune (1891–1970), evangelischer Geistlicher und Unterstützer von Robert Musil
- Hans Ulrich Lenzlinger (1929–1979), Fluchthelfer, Lebemann und Abenteurer
- Martin Leuenberger (* 1973), evangelischer Theologe
- Adriano B. Lucatelli (* 1966), Unternehmer und Investor in der Finanzbranche
- Jakob Maurer (1929–2025), Architekt und Stadtplaner
- Stenia Michel (* 1987), Fussballspielerin
- Johann Heinrich Müller (1874–1959), Dirigent und Komponist
- Adrian Nikci (* 1989), Fussballspieler, Schweizer Meister 2008/2009
- Annette Oxenius (* 1968), Immunologin und Hochschullehrerin
- Otto Pfister (1875–1939), Politiker
- Ruedi Reich (1945–2012), evangelischer Pfarrer, Kirchenratspräsident des Kantons Zürich
- Céline Reust (* 1997), Tischtennisspielerin
- Markus Ryffel (* 1955), Mittelstreckenläufer, Olympia-Silbermedaillengewinner 1984
- Roger Sablonier (1941–2010), Historiker
- Otto Schaufelberger (1901–1987), Lehrer und Volksdichter
- Claudio Schmid (* 2002), Unihockeyspieler
- Meret Schneider (* 1992), Nationalrätin (Grüne)
- Nico Selenati (* 1996), Radsportler
- Johann Caspar Sieber (auch Johann Kaspar Sieber; 1821–1878), Pädagoge, Verfassungsrat 1869 und Regierungsrat
- Lorenz Spring (* 1964), Bildhauer und Maler
- Max Spring (* 1962), Cartoonist, Comiczeichner, Gestalter und Maler
- Emil Stadler (1853–1917), Unternehmer, Oberstleutnant und Politiker
- Beat Weber (* 1955), evangelisch-reformierter Theologe, Alttestamentler, Pfarrer und Sachbuchautor
- Gottlieb Weber (1910–1996), Radrennfahrer
- Simon Wiener (* 1994), Violinist und Komponist.
- Roeland Wiesnekker (* 1967), Film- und Theaterschauspieler mit niederländischen Wurzeln
- Heinrich von Wild (1833–1902), Physiker und Meteorologe
- Johann Jakob Winkler (1831–1893), Rechenkünstler
- Sandro Zeller (* 1991), Automobilrennfahrer

## Ehrenbürger
Die Stadt Uster hat folgende Persönlichkeiten zum Ehrenbürger ernannt:
- ca. 1850: Pfarrer Otto Anton Werdmüller, Präsident Gemeindeschulpflege
- ca. 1905: Pfarrer Jakob Baer
- 1916: Jakob Heusser-Staub, Baumwollindustrieller
- 1955: Jean Hotz, Direktor der Handelsabteilung des Eidgenössischen Volkswirtschaftsdepartements
- 2015: Peter Surbeck (1935–2024), um hiesige Kulturgüter, baugeschichtliche Aufarbeitungen und den Denkmalschutz engagierte Persönlichkeit[46]

## Fotogalerie

Uster im Jahr 1947
Uster im Jahr 1919
Uster, Zellweger Park, 1947